# ATP Challenger Tour 2012
L'ATP Challenger Tour è una serie di tornei internazionali maschili studiati per consentire a giocatori di seconda fascia di acquisire un ranking sufficiente per accedere ai tabelloni principali dei tornei Challenger e dei tornei di categoria superiore.
Nella stagione 2012 sono stati disputati 148 tornei Challenger con un montepremi compreso tra i 35.000 e i 150.000 dollari.

## Calendario

### Legenda
| ATP Challenger Tour Finals |
| Tretorn SERIE+             |
| Serie regolari             |

### Gennaio
| Settimana  | Torneo | Campione                                          | Finalista                             | Semifinalisti                            | Eliminati ai quarti                                                      |
| ---------- | --- | ------------------------------------------------- | ------------------------------------- | ---------------------------------------- | ------------------------------------------------------------------------ |
| 2 gennaio  | Prime Cup Aberto de São Paulo 2012 San Paolo, Brasile Serie regolari $35 000+H - Cemento - 32S/32Q/16D Singolare - Doppio                      | Thiago Alves 7–6(5), 7–6(1)                       | Gastão Elias                          | Federico Delbonis Rogério Dutra da Silva | Horacio Zeballos Jozef Kovalík Agustín Velotti Fernando Romboli          |
| 2 gennaio  | Prime Cup Aberto de São Paulo 2012 San Paolo, Brasile Serie regolari $35 000+H - Cemento - 32S/32Q/16D Singolare - Doppio                      | Fernando Romboli Júlio Silva 7–5, 6–2             | Jozef Kovalík José Pereira            | Federico Delbonis Rogério Dutra da Silva | Horacio Zeballos Jozef Kovalík Agustín Velotti Fernando Romboli          |
| 2 gennaio  | Internationaux de Nouvelle-Calédonie 2012 Nouméa, Nuova Caledonia, Francia Serie regolari $75 000+H - Cemento - 32S/10Q/16D Singolare - Doppio | Jérémy Chardy 6–4, 6–3                            | Adrián Menéndez Maceiras              | Florent Serra Ruben Bemelmans            | Michael Russell Kenny de Schepper David Guez Jonathan Dasnières de Veigy |
| 2 gennaio  | Internationaux de Nouvelle-Calédonie 2012 Nouméa, Nuova Caledonia, Francia Serie regolari $75 000+H - Cemento - 32S/10Q/16D Singolare - Doppio | Sanchai Ratiwatana Sonchat Ratiwatana 6–0, 6–4    | Axel Michon Guillaume Rufin           | Florent Serra Ruben Bemelmans            | Michael Russell Kenny de Schepper David Guez Jonathan Dasnières de Veigy |
| 9 gennaio  | Nessun torneo | Nessun torneo                                     | Nessun torneo                         | Nessun torneo                            | Nessun torneo                                                            |
| 16 gennaio | Nessun torneo | Nessun torneo                                     | Nessun torneo                         | Nessun torneo                            | Nessun torneo                                                            |
| 23 gennaio | Intersport Heilbronn Open 2012 Heilbronn, Germania Serie regolari $85,000+H - Cemento (indoor) - 32S/32Q/16D Singolare - Doppio                | Björn Phau 6(4)–7, 6–3, 6–4                       | Ruben Bemelmans                       | Dominik Meffert Cedrik-Marcel Stebe      | Martin Kližan Rik De Voest Vasek Pospisil Michael Berrer                 |
| 23 gennaio | Intersport Heilbronn Open 2012 Heilbronn, Germania Serie regolari $85,000+H - Cemento (indoor) - 32S/32Q/16D Singolare - Doppio                | Johan Brunström Frederik Nielsen 6–3, 3–6, [10–6] | Treat Conrad Huey Dominic Inglot      | Dominik Meffert Cedrik-Marcel Stebe      | Martin Kližan Rik De Voest Vasek Pospisil Michael Berrer                 |
| 23 gennaio | Honolulu Challenger 2012 Honolulu, USA Serie regolari $50,000 - Cemento - 32S/28Q/16D Singolare - Doppio                                       | Gō Soeda 6–3, 7–6(5)                              | Robby Ginepri                         | Tatsuma Itō Yūichi Sugita                | Jack Sock Denis Kudla Tim Smyczek Amer Delić                             |
| 23 gennaio | Honolulu Challenger 2012 Honolulu, USA Serie regolari $50,000 - Cemento - 32S/28Q/16D Singolare - Doppio                                       | Amer Delić Travis Rettenmaier 6–4, 7–6(3)         | Nicholas Monroe Jack Sock             | Tatsuma Itō Yūichi Sugita                | Jack Sock Denis Kudla Tim Smyczek Amer Delić                             |
| 23 gennaio | Open Bucaramanga 2012 Bucaramanga, Colombia Serie regolari $35,000+H - Terra rossa - 32S/26Q/16D Singolare - Doppio                            | Wayne Odesnik 6–1, 7–6(4)                         | Adrian Ungur                          | Éric Prodon Paolo Lorenzi                | Júlio Silva Horacio Zeballos Eduardo Struvay Máximo González             |
| 23 gennaio | Open Bucaramanga 2012 Bucaramanga, Colombia Serie regolari $35,000+H - Terra rossa - 32S/26Q/16D Singolare - Doppio                            | Ariel Behar Horacio Zeballos 6–4, 7–6(5)          | Miguel Ángel López Jaén Paolo Lorenzi | Éric Prodon Paolo Lorenzi                | Júlio Silva Horacio Zeballos Eduardo Struvay Máximo González             |
| 30 gennaio | Kazan Kremlin Cup 2012 Kazan', Russia Serie regolari $75,000+H - Cemento (indoor) - 32S/32Q/16D Singolare - Doppio                             | Jürgen Zopp 7–6(4), 7–6(4)                        | Marius Copil                          | Tejmuraz Gabašvili Ivo Minář             | Javier Martí Ruben Bemelmans Mikhail Ledovskikh Aleksandr Kudrjavcev     |
| 30 gennaio | Kazan Kremlin Cup 2012 Kazan', Russia Serie regolari $75,000+H - Cemento (indoor) - 32S/32Q/16D Singolare - Doppio                             | Sanchai Ratiwatana Sonchat Ratiwatana 6–3, 6–1    | Aljaksandr Bury Mateusz Kowalczyk     | Tejmuraz Gabašvili Ivo Minář             | Javier Martí Ruben Bemelmans Mikhail Ledovskikh Aleksandr Kudrjavcev     |
| 30 gennaio | McDonald's Burnie International 2012 Burnie, Australia Serie regolari $50,000 - Cemento - 32S/32Q/16D Singolare - Doppio                       | Danai Udomchoke 7–6(5), 6–3                       | Samuel Groth                          | Yūichi Sugita Wang Yeu-tzuoo             | John Millman Chen Ti Benjamin Mitchell Lu Yen-hsun                       |
| 30 gennaio | McDonald's Burnie International 2012 Burnie, Australia Serie regolari $50,000 - Cemento - 32S/32Q/16D Singolare - Doppio                       | John Peers John-Patrick Smith 6–2, 6–4            | Divij Sharan Vishnu Vardhan           | Yūichi Sugita Wang Yeu-tzuoo             | John Millman Chen Ti Benjamin Mitchell Lu Yen-hsun                       |

### Febbraio
| Settimana   | Torneo | Campione                                                    | Finalista                            | Semifinalisti                         | Eliminati ai quarti                                                 |
| ----------- | --- | ----------------------------------------------------------- | ------------------------------------ | ------------------------------------- | ------------------------------------------------------------------- |
| 6 febbraio  | Challenger of Dallas 2012 Dallas, Stati Uniti Serie regolari $100.000 - Cemento indoor - 32S/32Q/16D Singolare - Doppio             | Jesse Levine 6–4, 6–4                                       | Steve Darcis                         | Stefan Seifert Izak van der Merwe     | Carsten Ball Denis Kudla Clément Reix Ričardas Berankis             |
| 6 febbraio  | Challenger of Dallas 2012 Dallas, Stati Uniti Serie regolari $100.000 - Cemento indoor - 32S/32Q/16D Singolare - Doppio             | Chris Eaton Dominic Inglot 6(6)–7, 6–4, [19–17]             | Nicholas Monroe Jack Sock            | Stefan Seifert Izak van der Merwe     | Carsten Ball Denis Kudla Clément Reix Ričardas Berankis             |
| 6 febbraio  | Caloundra International 2012 Caloundra, Australia Serie regolari $50.000 - Cemento - 32S/32Q/16D Singolare - Doppio                 | Marinko Matosevic 6–0, 6–2                                  | Greg Jones                           | Lu Yen-hsun James Duckworth           | Benjamin Mitchell John Millman Brydan Klein Sebastian Rieschick     |
| 6 febbraio  | Caloundra International 2012 Caloundra, Australia Serie regolari $50.000 - Cemento - 32S/32Q/16D Singolare - Doppio                 | John Peers John-Patrick Smith 7–6(5), 6–4                   | John Paul Fruttero Raven Klaasen     | Lu Yen-hsun James Duckworth           | Benjamin Mitchell John Millman Brydan Klein Sebastian Rieschick     |
| 6 febbraio  | Open Quimper Bretagne Occidentale 2012 Quimper, Francia Serie regolari $42,500+H - Cemento indoor - 32S/32Q/16D Singolare - Doppio  | Igor Sijsling 6–3, 6–4                                      | Malek Jaziri                         | Roberto Bautista Agut Evgenij Donskoj | Édouard Roger-Vasselin Daniel Brands Florent Serra Marc Gicquel     |
| 6 febbraio  | Open Quimper Bretagne Occidentale 2012 Quimper, Francia Serie regolari $42,500+H - Cemento indoor - 32S/32Q/16D Singolare - Doppio  | Pierre-Hugues Herbert Maxime Teixeira 7–6(5), 6–4           | Dustin Brown Jonathan Marray         | Roberto Bautista Agut Evgenij Donskoj | Édouard Roger-Vasselin Daniel Brands Florent Serra Marc Gicquel     |
| 13 febbraio | Internazionali di Tennis di Bergamo 2012 Bergamo, Italia Serie regolari $42.500+H - Cemento indoor - 32S/32Q/16D Singolare - Doppio | Björn Phau 6–4, 6–4                                         | Aleksandr Kudrjavcev                 | Benjamin Becker Arnaud Clément        | Uladzimir Ihnacik Maxime Authom Konstantin Kravčuk Jürgen Zopp      |
| 13 febbraio | Internazionali di Tennis di Bergamo 2012 Bergamo, Italia Serie regolari $42.500+H - Cemento indoor - 32S/32Q/16D Singolare - Doppio | Jamie Delgado Ken Skupski 7–5, 7–5                          | Martin Fischer Philipp Oswald        | Benjamin Becker Arnaud Clément        | Uladzimir Ihnacik Maxime Authom Konstantin Kravčuk Jürgen Zopp      |
| 20 febbraio | Morocco Tennis Tour - Meknes 2012 Meknès, Marocco Serie regolari $30.000+H - Terra rossa - 32S/29Q/16D Singolare - Doppio           | Evgenij Donskoj 6–1, 6–3                                    | Adrian Ungur                         | João Sousa Jan Hájek                  | Íñigo Cervantes Ivo Minář Aljaž Bedene Andreas Haider-Maurer        |
| 20 febbraio | Morocco Tennis Tour - Meknes 2012 Meknès, Marocco Serie regolari $30.000+H - Terra rossa - 32S/29Q/16D Singolare - Doppio           | Adrián Menéndez Maceiras Jaroslav Pospíšil 6–3, 3–6, [10–8] | Gerard Granollers Pujol Iván Navarro | João Sousa Jan Hájek                  | Íñigo Cervantes Ivo Minář Aljaž Bedene Andreas Haider-Maurer        |
| 20 febbraio | Volkswagen Challenger 2012 Wolfsburg, Germania Serie regolari $30,000+H - Sintetico indoor - 32S/29Q/16D Singolare - Doppio         | Igor Sijsling 4–6, 6–3, 7–6(9)                              | Jerzy Janowicz                       | Evgenij Korolëv Amer Delić            | Thomas Schoorel Frank Dancevic Peter Gojowczyk Peter Torebko        |
| 20 febbraio | Volkswagen Challenger 2012 Wolfsburg, Germania Serie regolari $30,000+H - Sintetico indoor - 32S/29Q/16D Singolare - Doppio         | Laurynas Grigelis Uladzimir Ihnacik 7–5, 4–6, [10–5]        | Tomasz Bednarek Olivier Charroin     | Evgenij Korolëv Amer Delić            | Thomas Schoorel Frank Dancevic Peter Gojowczyk Peter Torebko        |
| 27 febbraio | Challenger La Manche 2012 Cherbourg, Francia Serie regolari €42,500+H - Cemento indoor - 32S/32Q/16D Singolare - Doppio             | Josselin Ouanna 6–3, 6–2                                    | Maxime Teixeira                      | Uladzimir Ihnacik Thomas Schoorel     | Pierre-Hugues Herbert David Goffin Kenny de Schepper Arnaud Clément |
| 27 febbraio | Challenger La Manche 2012 Cherbourg, Francia Serie regolari €42,500+H - Cemento indoor - 32S/32Q/16D Singolare - Doppio             | Laurynas Grigelis Uladzimir Ihnacik 4–6, 7–6(9), [10–0]     | Dustin Brown Jonathan Marray         | Uladzimir Ihnacik Thomas Schoorel     | Pierre-Hugues Herbert David Goffin Kenny de Schepper Arnaud Clément |
| 27 febbraio | Singapore ATP Challenger 2012 Singapore Serie regolari $50,000 - Cemento - 32S/27Q/16D Singolare - Doppio                           | Lu Yen-hsun 6–3, 6–4                                        | Gō Soeda                             | Wang Yeu-tzuoo Danai Udomchoke        | Yuki Bhambri Sebastian Rieschick Amir Weintraub Kamil Čapkovič      |
| 27 febbraio | Singapore ATP Challenger 2012 Singapore Serie regolari $50,000 - Cemento - 32S/27Q/16D Singolare - Doppio                           | Kamil Čapkovič Amir Weintraub 6–4, 6–4                      | Hsieh Cheng-peng Lee Hsin-han        | Wang Yeu-tzuoo Danai Udomchoke        | Yuki Bhambri Sebastian Rieschick Amir Weintraub Kamil Čapkovič      |
| 27 febbraio | Aberto de Florianópolis 2012 Florianópolis, Brasile Serie regolari $50,000+H - Terra rossa - 32S/32Q/16D Singolare - Doppio         | Simone Bolelli 6–3, 6–4                                     | Blaž Kavčič                          | Thiago Alves Diego Junqueira          | Nikola Mektić Gastão Elias Rogério Dutra da Silva Ricardo Hocevar   |
| 27 febbraio | Aberto de Florianópolis 2012 Florianópolis, Brasile Serie regolari $50,000+H - Terra rossa - 32S/32Q/16D Singolare - Doppio         | Blaž Kavčič Antonio Veić 6–3, 6–3                           | Javier Martí Leonardo Tavares        | Thiago Alves Diego Junqueira          | Nikola Mektić Gastão Elias Rogério Dutra da Silva Ricardo Hocevar   |
| 27 febbraio | Morocco Tennis Tour - Casablanca 2012 Casablanca, Marocco Serie regolari €30,000+H - Terra rossa - 32S/32Q/16D Singolare - Doppio   | Aljaž Bedene 7–6(6), 7–6(4)                                 | Nicolas Devilder                     | Andrej Kuznecov Íñigo Cervantes       | Matwé Middelkoop Daniel Muñoz de la Nava Ivo Minář Martin Kližan    |
| 27 febbraio | Morocco Tennis Tour - Casablanca 2012 Casablanca, Marocco Serie regolari €30,000+H - Terra rossa - 32S/32Q/16D Singolare - Doppio   | Walter Trusendi Matteo Viola 1–6, 7–6(5), [10–3]            | Evgenij Donskoj Andrej Kuznecov      | Andrej Kuznecov Íñigo Cervantes       | Matwé Middelkoop Daniel Muñoz de la Nava Ivo Minář Martin Kližan    |
| 27 febbraio | Challenger Salinas 2012 Salinas, Ecuador Serie regolari $35,000+H - Terra rossa - 32S/23Q/16D Singolare - Doppio                    | Guido Pella 1–6, 7–5, 6–3                                   | Paolo Lorenzi                        | Víctor Estrella Burgos Martín Alund   | Marco Trungelliti Horacio Zeballos Augustin Gensse Iván Navarro     |
| 27 febbraio | Challenger Salinas 2012 Salinas, Ecuador Serie regolari $35,000+H - Terra rossa - 32S/23Q/16D Singolare - Doppio                    | Martín Alund Horacio Zeballos 6–3, 6–3                      | Ariel Behar Carlos Salamanca         | Víctor Estrella Burgos Martín Alund   | Marco Trungelliti Horacio Zeballos Augustin Gensse Iván Navarro     |

### Marzo
| Settimana | Torneo | Campione                                                | Finalista                            | Semifinalisti                           | Eliminati ai quarti                                                    |
| --------- | --- | ------------------------------------------------------- | ------------------------------------ | --------------------------------------- | ---------------------------------------------------------------------- |
| 5 marzo   | All Japan Indoor Tennis Championships 2012 Kyoto, Giappone Serie regolari $35,000+H - Sintetico indoor - 32S/32Q/16D Singolare - Doppio | Tatsuma Itō 6(5)–7, 6–1, 6–2                            | Malek Jaziri                         | Hiroki Moriya Samuel Groth              | Sebastian Rieschick Yuki Bhambri Yūichi Sugita Wang Yeu-tzuoo          |
| 5 marzo   | All Japan Indoor Tennis Championships 2012 Kyoto, Giappone Serie regolari $35,000+H - Sintetico indoor - 32S/32Q/16D Singolare - Doppio | Sanchai Ratiwatana Sonchat Ratiwatana 7–6(7), 6–3       | Hsieh Cheng-peng Lee Hsin-han        | Hiroki Moriya Samuel Groth              | Sebastian Rieschick Yuki Bhambri Yūichi Sugita Wang Yeu-tzuoo          |
| 5 marzo   | Santiago Challenger 2012 Santiago, Cile Serie regolari $35,000+H - Terra rossa - 32S/32Q/16D Singolare - Doppio                         | Paul Capdeville 6–3, 6(5)–7, 6–3                        | Antonio Veić                         | Fernando Romboli Guillaume Rufin        | Leonardo Kirche Eduardo Schwank Martín Alund Guido Pella               |
| 5 marzo   | Santiago Challenger 2012 Santiago, Cile Serie regolari $35,000+H - Terra rossa - 32S/32Q/16D Singolare - Doppio                         | Paul Capdeville Marcel Felder 6(3)–7, 6–4, [10–7]       | Jorge Aguilar Daniel Garza           | Fernando Romboli Guillaume Rufin        | Leonardo Kirche Eduardo Schwank Martín Alund Guido Pella               |
| 12 marzo  | Dallas Tennis Classic 2012 Dallas, Stati Uniti d'America Serie regolari $125,000+H - Cemento - 32S/20Q/16D Singolare - Doppio           | Frank Dancevic 7–6(4), 6–3                              | Igor' Andreev                        | Tommy Haas Björn Phau                   | Marin Čilić Gilles Müller Robin Haase Lukáš Lacko                      |
| 12 marzo  | Dallas Tennis Classic 2012 Dallas, Stati Uniti d'America Serie regolari $125,000+H - Cemento - 32S/20Q/16D Singolare - Doppio           | Santiago González Scott Lipsky 6–4, 6–3                 | Bobby Reynolds Michael Russell       | Tommy Haas Björn Phau                   | Marin Čilić Gilles Müller Robin Haase Lukáš Lacko                      |
| 12 marzo  | Jalisco Open 2012 Guadalajara, Messico Serie regolari $100,000 - Cemento - 32S/32Q/16D Singolare - Doppio                               | Thiago Alves 6–3, 7–6(4)                                | Paolo Lorenzi                        | Ruben Bemelmans Roman Borvanov          | Dominik Meffert Marco Chiudinelli Érik Chvojka Rajeev Ram              |
| 12 marzo  | Jalisco Open 2012 Guadalajara, Messico Serie regolari $100,000 - Cemento - 32S/32Q/16D Singolare - Doppio                               | James Cerretani Adil Shamasdin 7–6(5), 6–1              | Tomasz Bednarek Olivier Charroin     | Ruben Bemelmans Roman Borvanov          | Dominik Meffert Marco Chiudinelli Érik Chvojka Rajeev Ram              |
| 12 marzo  | Green World ATP Challenger 2012 Pingguo, Cina Serie regolari $50,000 - Cemento - 32S/7Q/16D Singolare - Doppio                          | Gō Soeda 6–1, 3–6, 7–5                                  | Malek Jaziri                         | Kamil Čapkovič Denys Molčanov           | Benjamin Mitchell Amir Weintraub Zhang Ze Wang Yeu-tzuoo               |
| 12 marzo  | Green World ATP Challenger 2012 Pingguo, Cina Serie regolari $50,000 - Cemento - 32S/7Q/16D Singolare - Doppio                          | John Paul Fruttero Raven Klaasen 6–2, 6–4               | Colin Ebelthite Samuel Groth         | Kamil Čapkovič Denys Molčanov           | Benjamin Mitchell Amir Weintraub Zhang Ze Wang Yeu-tzuoo               |
| 12 marzo  | Morocco Tennis Tour Rabat 2012 Rabat, Marocco Serie regolari €30,000+H - Terra rossa- 32S/32Q/16D Singolare - Doppio                    | Martin Kližan 6–2, 6–3                                  | Filippo Volandri                     | Andrej Kuznecov Simon Greul             | Stéphane Robert Lamine Ouahab Guillermo Olaso Pere Riba                |
| 12 marzo  | Morocco Tennis Tour Rabat 2012 Rabat, Marocco Serie regolari €30,000+H - Terra rossa- 32S/32Q/16D Singolare - Doppio                    | Íñigo Cervantes Federico Delbonis 6(3)–7, 6–3, [10–5]   | Martin Kližan Stéphane Robert        | Andrej Kuznecov Simon Greul             | Stéphane Robert Lamine Ouahab Guillermo Olaso Pere Riba                |
| 12 marzo  | BH Telecom Indoors 2012 Sarajevo, Bosnia-Erzegovina Serie regolari €30,000+H - Cemento indoor - 32S/20Q/16D Singolare - Doppio          | Jan Hernych 6–3, 3–6, 7–6(5)                            | Jan Mertl                            | Aleksandr Kudrjavcev Dustin Brown       | Ilija Bozoljac Dušan Lajović Jerzy Janowicz Nikola Ćaćić               |
| 12 marzo  | BH Telecom Indoors 2012 Sarajevo, Bosnia-Erzegovina Serie regolari €30,000+H - Cemento indoor - 32S/20Q/16D Singolare - Doppio          | Dustin Brown Jonathan Marray 7–6(2), 2–6, [11–9]        | Michal Mertiňák Igor Zelenay         | Aleksandr Kudrjavcev Dustin Brown       | Ilija Bozoljac Dušan Lajović Jerzy Janowicz Nikola Ćaćić               |
| 19 marzo  | Pro Series Bath II 2012 Bath, Gran Bretagna Serie regolari €42,500 - Cemento indoor - 32S/30Q/16D Singolare - Doppio                    | Dustin Brown 7–6(1), 6–4                                | Jan Mertl                            | Jamie Baker Michael Berrer              | Andreas Beck Romain Jouan Yannick Mertens Laurynas Grigelis            |
| 19 marzo  | Pro Series Bath II 2012 Bath, Gran Bretagna Serie regolari €42,500 - Cemento indoor - 32S/30Q/16D Singolare - Doppio                    | Martin Fischer Philipp Oswald 6–4, 6–4                  | Jamie Delgado Ken Skupski            | Jamie Baker Michael Berrer              | Andreas Beck Romain Jouan Yannick Mertens Laurynas Grigelis            |
| 19 marzo  | Morocco Tennis Tour Marrakech 2012 Marrakech, Marocco Serie regolari €30,000+H - Terra rossa - 32S/32Q/16D Singolare - Doppio           | Martin Kližan 3–6, 6–3, 6–0                             | Adrian Ungur                         | Adrián Menéndez Maceiras Victor Hănescu | Paul-Henri Mathieu Victor Crivoi Federico Delbonis Pablo Carreño Busta |
| 19 marzo  | Morocco Tennis Tour Marrakech 2012 Marrakech, Marocco Serie regolari €30,000+H - Terra rossa - 32S/32Q/16D Singolare - Doppio           | Martin Kližan Daniel Muñoz de la Nava 6–3, 1–6, [12–10] | Íñigo Cervantes Federico Delbonis    | Adrián Menéndez Maceiras Victor Hănescu | Paul-Henri Mathieu Victor Crivoi Federico Delbonis Pablo Carreño Busta |
| 19 marzo  | Men's Rimouski Challenger 2012 Rimouski, Canada Serie regolari $35,000+H - Cemento indoor - 32S/30Q/16D Singolare - Doppio              | Vasek Pospisil 7–6(6), 6–4                              | Maxime Authom                        | Tatsuma Itō Filip Peliwo                | Clément Reix Érik Chvojka Mathieu Rodrigues Stéphane Bohli             |
| 19 marzo  | Men's Rimouski Challenger 2012 Rimouski, Canada Serie regolari $35,000+H - Cemento indoor - 32S/30Q/16D Singolare - Doppio              | Tomasz Bednarek Olivier Charroin 6–3, 6–2               | Jaan-Frederik Brunken Stefan Seifert | Tatsuma Itō Filip Peliwo                | Clément Reix Érik Chvojka Mathieu Rodrigues Stéphane Bohli             |
| 26 marzo  | Open Guadeloupe 2012 Le Gosier, Guadeloupe Serie regolaris $100,000+H - Cemento - 32S/23Q/16D Singolare - Doppio                        | David Goffin 6–2, 6–2                                   | Miša Zverev                          | Olivier Rochus Édouard Roger-Vasselin   | Ivo Klec Igor' Kunicyn Benjamin Becker Yūichi Sugita                   |
| 26 marzo  | Open Guadeloupe 2012 Le Gosier, Guadeloupe Serie regolaris $100,000+H - Cemento - 32S/23Q/16D Singolare - Doppio                        | Pierre-Hugues Herbert Albano Olivetti 7–5, 1–6, [10–7]  | Paul Hanley Jordan Kerr              | Olivier Rochus Édouard Roger-Vasselin   | Ivo Klec Igor' Kunicyn Benjamin Becker Yūichi Sugita                   |
| 26 marzo  | Open Barranquilla 2012 Barranquilla, Colombia Serie regolari $50,000+H - Cemento - 32S/32Q/16D Singolare - Doppio                       | Alejandro Falla 6–4, 6–1                                | Horacio Zeballos                     | Martín Alund Pedro Sousa                | Matteo Marrai Marco Trungelliti Guido Pella Facundo Bagnis             |
| 26 marzo  | Open Barranquilla 2012 Barranquilla, Colombia Serie regolari $50,000+H - Cemento - 32S/32Q/16D Singolare - Doppio                       | Nicholas Monroe Maciek Sykut 2–6, 6–3, [10–5]           | Marcel Felder Frank Moser            | Martín Alund Pedro Sousa                | Matteo Marrai Marco Trungelliti Guido Pella Facundo Bagnis             |

### Aprile
| Settimana | Torneo | Campione                                             | Finalista                              | Semifinalisti                    | Eliminati ai quarti                                                           |
| --------- | --- | ---------------------------------------------------- | -------------------------------------- | -------------------------------- | ----------------------------------------------------------------------------- |
| 2 aprile  | Tallahassee Tennis Challenger 2012 Tallahassee, USA Serie regolari $50,000 - Cemento - 32S/32Q/16D Singolare - Doppio            | Tim Smyczek 7–5, rit.                                | Frank Dancevic                         | Tatsuma Itō Rajeev Ram           | Bobby Reynolds Wayne Odesnik Igor' Kunicyn Ryan Sweeting                      |
| 2 aprile  | Tallahassee Tennis Challenger 2012 Tallahassee, USA Serie regolari $50,000 - Cemento - 32S/32Q/16D Singolare - Doppio            | Martin Emmrich Andreas Siljeström 6–2, 7–6(4)        | Artem Sitak Blake Strode               | Tatsuma Itō Rajeev Ram           | Bobby Reynolds Wayne Odesnik Igor' Kunicyn Ryan Sweeting                      |
| 2 aprile  | Open Barletta 2012 Barletta, Italia Serie regolari €42,500+H - Terra rossa - 32S/15Q/16D Singolare - Doppio                      | Aljaž Bedene 6–2, 6–0                                | Potito Starace                         | Malek Jaziri Filippo Volandri    | Matwé Middelkoop Enrico Burzi Victor Hănescu Daniel Brands                    |
| 2 aprile  | Open Barletta 2012 Barletta, Italia Serie regolari €42,500+H - Terra rossa - 32S/15Q/16D Singolare - Doppio                      | Johan Brunström Dick Norman 6–4, 7–5                 | Jonathan Marray Igor Zelenay           | Malek Jaziri Filippo Volandri    | Matwé Middelkoop Enrico Burzi Victor Hănescu Daniel Brands                    |
| 2 aprile  | Open Prévadiès Saint-Brieuc 2012 Saint-Brieuc, Francia Serie regolari €30,500+H - Terra rossa - 32S/16Q/16D Singolare - Doppio   | Grégoire Burquier 7–5, 6(5)–7, 7–6(3)                | Augustin Gensse                        | Josselin Ouanna Peter Gojowczyk  | Daniel Gimeno Traver Marc Gicquel Maxime Teixeira Jonathan Dasnières de Veigy |
| 2 aprile  | Open Prévadiès Saint-Brieuc 2012 Saint-Brieuc, Francia Serie regolari €30,500+H - Terra rossa - 32S/16Q/16D Singolare - Doppio   | Laurynas Grigelis Rameez Junaid 1–6, 6–2, [10–6]     | Stéphane Robert Laurent Rochette       | Josselin Ouanna Peter Gojowczyk  | Daniel Gimeno Traver Marc Gicquel Maxime Teixeira Jonathan Dasnières de Veigy |
| 2 aprile  | San Luis Potosí Challenger 2012 San Luis Potosí, Messico Serie regolari $35,500+H - Terra rossa - 32S/32Q/16D Singolare - Doppio | Rubén Ramírez Hidalgo 3–6, 6–3, 6–4                  | Paolo Lorenzi                          | Riccardo Ghedin Agustín Velotti  | Fabiano de Paula Denis Zivkovic Marco Trungelliti Guilherme Clezar            |
| 2 aprile  | San Luis Potosí Challenger 2012 San Luis Potosí, Messico Serie regolari $35,500+H - Terra rossa - 32S/32Q/16D Singolare - Doppio | Nicholas Monroe Simon Stadler 3–6, 7–5, [10–7]       | Andre Begemann Jordan Kerr             | Riccardo Ghedin Agustín Velotti  | Fabiano de Paula Denis Zivkovic Marco Trungelliti Guilherme Clezar            |
| 9 aprile  | Open Pereira 2012 Pereira, Colombia Serie regolari $50,000+H - Terra rossa - 32S/22Q/16D Singolare - Doppio                      | Carlos Salamanca 5–7, 6–2, 6–1                       | Rubén Ramírez Hidalgo                  | Santiago Giraldo Martín Alund    | Nicolás Barrientos Robert Farah Marco Trungelliti Goran Tošić                 |
| 9 aprile  | Open Pereira 2012 Pereira, Colombia Serie regolari $50,000+H - Terra rossa - 32S/22Q/16D Singolare - Doppio                      | Martín Alund Guido Pella 6–3, 2–6, [10–5]            | Sebastián Decoud Rubén Ramírez Hidalgo | Santiago Giraldo Martín Alund    | Nicolás Barrientos Robert Farah Marco Trungelliti Goran Tošić                 |
| 9 aprile  | Aberto Santa Catarina De Tenis 2012 Blumenau, Brasile Serie regolari $35,000+H - Terra rossa - 32S/29Q/16D Singolare - Doppio    | Antonio Veić 3–6, 6–4, 5–2, rit.                     | Paul Capdeville                        | Blaž Kavčič Alberto Brizzi       | Thiago Alves James Duckworth Gastão Elias Rogério Dutra da Silva              |
| 9 aprile  | Aberto Santa Catarina De Tenis 2012 Blumenau, Brasile Serie regolari $35,000+H - Terra rossa - 32S/29Q/16D Singolare - Doppio    | Marin Draganja Dino Marcan 6–2, 6–0                  | Blaž Kavčič Antonio Veić               | Blaž Kavčič Alberto Brizzi       | Thiago Alves James Duckworth Gastão Elias Rogério Dutra da Silva              |
| 9 aprile  | Mersin Cup 2012 Mersin, Turchia Serie regolari €42,500 - Terra rossa - 32S/8Q/16D Singolare - Doppio                             | João Sousa 6–4, 0–6, 6–4                             | Javier Martí                           | Thomas Schoorel Jan Hájek        | Dušan Lajović Igor Sijsling Daniel Brands Simone Vagnozzi                     |
| 9 aprile  | Mersin Cup 2012 Mersin, Turchia Serie regolari €42,500 - Terra rossa - 32S/8Q/16D Singolare - Doppio                             | Radu Albot Denys Molčanov 6–0, 6–2                   | Alessandro Motti Simone Vagnozzi       | Thomas Schoorel Jan Hájek        | Dušan Lajović Igor Sijsling Daniel Brands Simone Vagnozzi                     |
| 9 aprile  | Torneo Internacional AGT 2012 León, Messico Serie regolari $35,000+H - Cemento - 32S/32Q/16D Singolare - Doppio                  | Denis Zivkovic 7–6(5), 6–4                           | Rajeev Ram                             | Agustín Velotti Matteo Viola     | Miguel Gallardo-Vallés Andrej Martin Daniel Garza John-Patrick Smith          |
| 9 aprile  | Torneo Internacional AGT 2012 León, Messico Serie regolari $35,000+H - Cemento - 32S/32Q/16D Singolare - Doppio                  | John Peers John-Patrick Smith 6–3, 6–3               | César Ramírez Bruno Rodríguez          | Agustín Velotti Matteo Viola     | Miguel Gallardo-Vallés Andrej Martin Daniel Garza John-Patrick Smith          |
| 16 aprile | Sarasota Open 2012 Sarasota, USA Serie regolari $100,000 - Terra verde- 32S/32Q/16D Singolare - Doppio                           | Sam Querrey 6–1, 6(3)–7, 6–3                         | Paolo Lorenzi                          | Wayne Odesnik Michael Russell    | James Blake Éric Prodon Tejmuraz Gabašvili Michael Yani                       |
| 16 aprile | Sarasota Open 2012 Sarasota, USA Serie regolari $100,000 - Terra verde- 32S/32Q/16D Singolare - Doppio                           | Johan Brunström Izak van der Merwe 6–4, 6–1          | Martin Emmrich Andreas Siljeström      | Wayne Odesnik Michael Russell    | James Blake Éric Prodon Tejmuraz Gabašvili Michael Yani                       |
| 16 aprile | Rai Open 2012 Roma, Italia Serie regolari €30,000+H - Terra rossa - 32S/32Q/16D Singolare - Doppio                               | Roberto Bautista Agut 6(7)–7, 6–4, 6–3               | Rui Machado                            | Dušan Lajović Jan Hájek          | Simon Greul Jesse Huta Galung João Sousa Florent Serra                        |
| 16 aprile | Rai Open 2012 Roma, Italia Serie regolari €30,000+H - Terra rossa - 32S/32Q/16D Singolare - Doppio                               | Dustin Brown Jonathan Marray 6–4, 7–6(0)             | Andrei Dăescu Florin Mergea            | Dušan Lajović Jan Hájek          | Simon Greul Jesse Huta Galung João Sousa Florent Serra                        |
| 16 aprile | Santos Brasil Tennis Open 2012 Santos, Brasile Serie regolari $35,000+H - Terra rossa - 32S/32Q/16D Singolare - Doppio           | Ivo Minář 4–6, 6–1, 6–4                              | Ricardo Hocevar                        | Martín Alund Marco Trungelliti   | Júlio Silva Diego Junqueira Máximo González Rogério Dutra da Silva            |
| 16 aprile | Santos Brasil Tennis Open 2012 Santos, Brasile Serie regolari $35,000+H - Terra rossa - 32S/32Q/16D Singolare - Doppio           | Andrés Molteni Marco Trungelliti 6–4, 6–3            | Rogério Dutra da Silva Júlio Silva     | Martín Alund Marco Trungelliti   | Júlio Silva Diego Junqueira Máximo González Rogério Dutra da Silva            |
| 23 aprile | Kaohsiung Cup 2012 Kaohsiung, Taiwan Serie regolari $125,000+H - Cemento - 32S/29Q/16D Singolare - Doppio                        | Gō Soeda 6–3, 6–0                                    | Tatsuma Itō                            | Marco Chiudinelli Vincent Millot | Lu Yen-hsun Daniel King-Turner Mirza Bašić James Ward                         |
| 23 aprile | Kaohsiung Cup 2012 Kaohsiung, Taiwan Serie regolari $125,000+H - Cemento - 32S/29Q/16D Singolare - Doppio                        | John Paul Fruttero Raven Klaasen 6(6)–7, 7–5, [10–8] | Daniel King-Turner Frederik Nielsen    | Marco Chiudinelli Vincent Millot | Lu Yen-hsun Daniel King-Turner Mirza Bašić James Ward                         |
| 23 aprile | Tennis Napoli Cup 2012 Napoli, Italia Serie regolari €30,000+H - Terra rossa - 32S/27Q/16D Singolare - Doppio                    | Andrej Kuznecov 7–6(6), 7–6(6)                       | Jonathan Dasnières de Veigy            | Adrian Mannarino Thomas Schoorel | Pedro Sousa Maxime Authom Thomas Fabbiano Dušan Lajović                       |
| 23 aprile | Tennis Napoli Cup 2012 Napoli, Italia Serie regolari €30,000+H - Terra rossa - 32S/27Q/16D Singolare - Doppio                    | Laurynas Grigelis Alessandro Motti 6–4, 6–4          | Rameez Junaid Igor Zelenay             | Adrian Mannarino Thomas Schoorel | Pedro Sousa Maxime Authom Thomas Fabbiano Dušan Lajović                       |
| 23 aprile | Savannah Challenger 2012 Savannah, USA Serie regolari $50,000 - Terra verde- 32S/32Q/16D Singolare - Doppio                      | Brian Baker 6–4, 6–3                                 | Augustin Gensse                        | Blake Strode Ryan Sweeting       | Peter Polansky Robby Ginepri Rhyne Williams Vasek Pospisil                    |
| 23 aprile | Savannah Challenger 2012 Savannah, USA Serie regolari $50,000 - Terra verde- 32S/32Q/16D Singolare - Doppio                      | Carsten Ball Bobby Reynolds 7–6(7), 6–4              | Travis Parrott Simon Stadler           | Blake Strode Ryan Sweeting       | Peter Polansky Robby Ginepri Rhyne Williams Vasek Pospisil                    |
| 23 aprile | IS Open de Tenis 2012 San Paolo, Brasile Serie regolari $35,000+H - Terra rossa - 32S/16Q/16D Singolare - Doppio                 | Blaž Kavčič 6–3, 7–5                                 | Júlio Silva                            | Ivo Minář James Duckworth        | Alberto Brizzi Rogério Dutra da Silva Gastão Elias Facundo Argüello           |
| 23 aprile | IS Open de Tenis 2012 San Paolo, Brasile Serie regolari $35,000+H - Terra rossa - 32S/16Q/16D Singolare - Doppio                 | Paul Capdeville Marcel Felder 7–5, 6–3               | André Ghem João Pedro Sorgi            | Ivo Minář James Duckworth        | Alberto Brizzi Rogério Dutra da Silva Gastão Elias Facundo Argüello           |
| 30 aprile | Tunis Open 2012 Tunisi, Tunisia Tretorn SERIE+ $125,000+H - Terra rossa - 32S/17Q/16D Singolare - Doppio                         | Rubén Ramírez Hidalgo 6–1, 6–4                       | Jérémy Chardy                          | Marcel Granollers Jürgen Zopp    | Roberto Bautista Agut Jerzy Janowicz Marc Gicquel Marsel İlhan                |
| 30 aprile | Tunis Open 2012 Tunisi, Tunisia Tretorn SERIE+ $125,000+H - Terra rossa - 32S/17Q/16D Singolare - Doppio                         | Jerzy Janowicz Jürgen Zopp 7–6(1), 6–3               | Nicholas Monroe Simon Stadler          |                                  | Roberto Bautista Agut Jerzy Janowicz Marc Gicquel Marsel İlhan                |
| 30 aprile | Prosperita Open 2012 Ostrava, Repubblica Ceca Serie regolari €42,500 - Terra rossa - 32S/30Q/16D Singolare - Doppio              | Jonathan Dasnières de Veigy 7–5, 6–2                 | Jan Hájek                              | Guillaume Rufin Simone Vagnozzi  | Enrico Burzi Dušan Lojda Matteo Marrai Andrej Martin                          |
| 30 aprile | Prosperita Open 2012 Ostrava, Repubblica Ceca Serie regolari €42,500 - Terra rossa - 32S/30Q/16D Singolare - Doppio              | Radu Albot Tejmuraz Gabašvili 7–5, 5–7, [10–8]       | Adam Pavlásek Jiří Veselý              | Guillaume Rufin Simone Vagnozzi  | Enrico Burzi Dušan Lojda Matteo Marrai Andrej Martin                          |

### Maggio
| Settimana | Torneo | Campione                                       | Finalista                                    | Semifinalisti                     | Eliminati ai quarti                                            |
| --------- | --- | ---------------------------------------------- | -------------------------------------------- | --------------------------------- | -------------------------------------------------------------- |
| 7 maggio  | Strabag Prague Open 2012 Praga, Repubblica Ceca Serie regolari €85,000 - Terra rossa - 32S/32Q/16D Singolare - Doppio        | Horacio Zeballos 1–6, 6–4, 7–6(6)              | Martin Kližan                                | Tobias Kamke Aljaž Bedene         | Matthias Bachinger Dominik Meffert Lukáš Rosol Kevin Krawietz  |
| 7 maggio  | Strabag Prague Open 2012 Praga, Repubblica Ceca Serie regolari €85,000 - Terra rossa - 32S/32Q/16D Singolare - Doppio        | Lukáš Rosol Horacio Zeballos 7–5, 2–6, [12–10] | Martin Kližan Igor Zelenay                   | Tobias Kamke Aljaž Bedene         | Matthias Bachinger Dominik Meffert Lukáš Rosol Kevin Krawietz  |
| 7 maggio  | Busan Open Challenger Tennis 2012 Pusan, Corea del Sud Serie regolari $75,500+H - Cemento - 32S/32Q/16D Singolare - Doppio   | Tatsuma Itō 6–4, 6–3                           | John Millman                                 | Yang Tsung-hua Danai Udomchoke    | Ivo Klec Uladzimir Ihnacik Frederik Nielsen Amir Weintraub     |
| 7 maggio  | Busan Open Challenger Tennis 2012 Pusan, Corea del Sud Serie regolari $75,500+H - Cemento - 32S/32Q/16D Singolare - Doppio   | Yuki Bhambri Divij Sharan 1–6, 6–1, [10–5]     | Hsieh Cheng-peng Lee Hsin-han                | Yang Tsung-hua Danai Udomchoke    | Ivo Klec Uladzimir Ihnacik Frederik Nielsen Amir Weintraub     |
| 7 maggio  | Athens Open Challenger 2012 Atene, Grecia Serie regolari €42,500 - Cemento - 32S/32Q/16D Singolare - Doppio                  | Marinko Matosevic 6–3, 6–4                     | Ruben Bemelmans                              | Peter Polansky Karol Beck         | Jamie Baker Roman Borvanov Jürgen Zopp Laurynas Grigelis       |
| 7 maggio  | Athens Open Challenger 2012 Atene, Grecia Serie regolari €42,500 - Cemento - 32S/32Q/16D Singolare - Doppio                  | Andre Begemann Jordan Kerr 6–2, 6–3            | Gerard Granollers Pujol Alexandros Jakupovic | Peter Polansky Karol Beck         | Jamie Baker Roman Borvanov Jürgen Zopp Laurynas Grigelis       |
| 7 maggio  | Rio Quente Tennis Classic 2012 Rio Quente, Brasile Serie regolari $35,000+H - Cemento - 32S/7Q/16D Singolare - Doppio        | Guilherme Clezar 7–6(4), 6–3                   | Paul Capdeville                              | Andrea Collarini Thiago Alves     | Renzo Olivo Guido Andreozzi André Ghem Bruno Sant'Anna         |
| 7 maggio  | Rio Quente Tennis Classic 2012 Rio Quente, Brasile Serie regolari $35,000+H - Cemento - 32S/7Q/16D Singolare - Doppio        | Guido Andreozzi Marcel Felder 6–3, 6–3         | Thiago Alves Augusto Laranja                 | Andrea Collarini Thiago Alves     | Renzo Olivo Guido Andreozzi André Ghem Bruno Sant'Anna         |
| 7 maggio  | Roma Open 2012 Roma, Italia Serie regolari €30,000+H - Terra rossa - 32S/26Q/16D Singolare - Doppio                          | Jerzy Janowicz 7–6(3), 6–3                     | Gilles Müller                                | Simone Bolelli Rui Machado        | Thomas Fabbiano Simon Greul Antonio Veić Rhyne Williams        |
| 7 maggio  | Roma Open 2012 Roma, Italia Serie regolari €30,000+H - Terra rossa - 32S/26Q/16D Singolare - Doppio                          | Jamie Delgado Ken Skupski 6–1, 6–4             | Adrián Menéndez Maceiras Walter Trusendi     | Simone Bolelli Rui Machado        | Thomas Fabbiano Simon Greul Antonio Veić Rhyne Williams        |
| 14 maggio | BNP Paribas Primrose Bordeaux 2012 Bordeaux, Francia Serie regolari €85,000+H - Terra rossa - 32S/32Q/16D Singolare - Doppio | Martin Kližan 7–5, 6–3                         | Tejmuraz Gabašvili                           | Roberto Bautista Agut Lukáš Rosol | Jürgen Zopp Marinko Matosevic Nicolas Mahut Paul-Henri Mathieu |
| 14 maggio | BNP Paribas Primrose Bordeaux 2012 Bordeaux, Francia Serie regolari €85,000+H - Terra rossa - 32S/32Q/16D Singolare - Doppio | Martin Kližan Igor Zelenay 7–6(5), 4–6, [10–4] | Olivier Charroin Jonathan Marray             | Roberto Bautista Agut Lukáš Rosol | Jürgen Zopp Marinko Matosevic Nicolas Mahut Paul-Henri Mathieu |
| 14 maggio | Fergana Challenger 2012 Fergana, Uzbekistan Serie regolari $35,000+H - Cemento - 32S/28Q/16D Singolare - Doppio              | Yuki Bhambri 6–3, 6–3                          | Amir Weintraub                               | Denys Molčanov Evgenij Kirillov   | Farruch Dustov Mikhail Ledovskikh Brydan Klein Riccardo Ghedin |
| 14 maggio | Fergana Challenger 2012 Fergana, Uzbekistan Serie regolari $35,000+H - Cemento - 32S/28Q/16D Singolare - Doppio              | Raven Klaasen Izak van der Merwe 6–3, 6–4      | Sanchai Ratiwatana Sonchat Ratiwatana        | Denys Molčanov Evgenij Kirillov   | Farruch Dustov Mikhail Ledovskikh Brydan Klein Riccardo Ghedin |
| 21 maggio | Nessun torneo | Nessun torneo                                  | Nessun torneo                                | Nessun torneo                     | Nessun torneo                                                  |
| 28 maggio | Nessun torneo | Nessun torneo                                  | Nessun torneo                                | Nessun torneo                     | Nessun torneo                                                  |

### Giugno
| Settimana | Torneo | Campione                                             | Finalista                            | Semifinalisti                      | Eliminati ai quarti                                                       |
| --------- | --- | ---------------------------------------------------- | ------------------------------------ | ---------------------------------- | ------------------------------------------------------------------------- |
| 4 giugno  | UniCredit Czech Open 2012 Prostějov, Repubblica Ceca Serie regolari €106,500+H - Terra rossa - 32S/29Q/16D Singolare - Doppio | Florian Mayer 7–6(1), 3–6, 7–6(3)                    | Jan Hájek                            | Jerzy Janowicz Radek Štěpánek      | Marek Semjan Albert Montañés Tejmuraz Gabašvili Pavol Červenák            |
| 4 giugno  | UniCredit Czech Open 2012 Prostějov, Repubblica Ceca Serie regolari €106,500+H - Terra rossa - 32S/29Q/16D Singolare - Doppio | Cheng-peng Hsieh Hsin-han Lee 7–5, 7–5               | Colin Ebelthite John Peers           | Jerzy Janowicz Radek Štěpánek      | Marek Semjan Albert Montañés Tejmuraz Gabašvili Pavol Červenák            |
| 4 giugno  | Città di Caltanissetta 2012 Caltanissetta, Italia Serie regolari $64,000+H - Terra rossa - 32S/24Q/16D Singolare - Doppio     | Tommy Robredo 6–3, 6–2                               | Gastão Elias                         | Íñigo Cervantes Alejandro González | Thomas Schoorel Matteo Viola Daniel Kosakowski Dominik Meffert            |
| 4 giugno  | Città di Caltanissetta 2012 Caltanissetta, Italia Serie regolari $64,000+H - Terra rossa - 32S/24Q/16D Singolare - Doppio     | Marcel Felder Antonio Veić 5–7, 7–6(5), [10–6]       | Daniel Gimeno Traver Iván Navarro    | Íñigo Cervantes Alejandro González | Thomas Schoorel Matteo Viola Daniel Kosakowski Dominik Meffert            |
| 4 giugno  | Nottingham Trophy 2012 Nottingham, Gran Bretagna Serie regolari €64,000 - Erba - 32S/32Q/16D Singolare - Doppio               | Benjamin Becker 4–6, 6–1, 6–4                        | Dmitrij Tursunov                     | Robert Kendrick Marinko Matosevic  | Ričardas Berankis Igor' Kunicyn Jürgen Zopp Lukáš Lacko                   |
| 4 giugno  | Nottingham Trophy 2012 Nottingham, Gran Bretagna Serie regolari €64,000 - Erba - 32S/32Q/16D Singolare - Doppio               | Treat Conrad Huey Dominic Inglot 6–4, 6(9)–7, [10–8] | Jonathan Marray Frederik Nielsen     | Robert Kendrick Marinko Matosevic  | Ričardas Berankis Igor' Kunicyn Jürgen Zopp Lukáš Lacko                   |
| 4 giugno  | Franken Challenge 2012 Fürth, Germania Serie regolari €42,000+H - Terra rossa - 32S/31Q/16D Singolare - Doppio                | Blaž Kavčič 6–3, 2–6, 6–2                            | Serhij Stachovs'kyj                  | Arnau Brugués-Davi Maxime Teixeira | Andreas Haider-Maurer Simon Greul Dušan Lojda Jonathan Dasnières de Veigy |
| 4 giugno  | Franken Challenge 2012 Fürth, Germania Serie regolari €42,000+H - Terra rossa - 32S/31Q/16D Singolare - Doppio                | Arnau Brugués-Davi João Sousa 7–5, 6(4)–7, [11–9]    | Rameez Junaid Purav Raja             | Arnau Brugués-Davi Maxime Teixeira | Andreas Haider-Maurer Simon Greul Dušan Lojda Jonathan Dasnières de Veigy |
| 11 giugno | Internazionali di Monza e Brianza 2012 Monza, Italia Serie regolari €85,000+H - Terra rossa - 32S/19Q/16D Singolare - Doppio  | Daniel Gimeno Traver 6–2, 4–6, 6–4                   | Albert Montañés                      | B Kavčič M González                | Matteo Viola Antonio Veić Potito Starace Filippo Volandri                 |
| 11 giugno | Internazionali di Monza e Brianza 2012 Monza, Italia Serie regolari €85,000+H - Terra rossa - 32S/19Q/16D Singolare - Doppio  | Andrej Golubev Jurij Ščukin 7–6(4), 5–7, [10–7]      | Tejmuraz Gabašvili Stefano Ianni     | B Kavčič M González                | Matteo Viola Antonio Veić Potito Starace Filippo Volandri                 |
| 11 giugno | Nottingham Challenge 2012 Nottingham, Gran Bretagna Serie regolari €64,000 - Erba - 32S/32Q/16D Singolare - Doppio            | Grega Žemlja 7–6(3), 4–6, 6–4                        | Karol Beck                           | Jesse Levine Izak van der Merwe    | Dudi Sela James Duckworth Yūichi Sugita Jerzy Janowicz                    |
| 11 giugno | Nottingham Challenge 2012 Nottingham, Gran Bretagna Serie regolari €64,000 - Erba - 32S/32Q/16D Singolare - Doppio            | Olivier Charroin Martin Fischer 6–4, 7–6(6)          | Evgenij Donskoj Andrej Kuznecov      | Jesse Levine Izak van der Merwe    | Dudi Sela James Duckworth Yūichi Sugita Jerzy Janowicz                    |
| 11 giugno | Košice Open 2012 Košice, Slovacchia Serie regolari €30,000+H - Terra rossa - 32S/32Q/16D Singolare - Doppio                   | Aljaž Bedene 7–6(1), 6–2                             | Simon Greul                          | Damir Džumhur Jan Hájek            | Alessandro Giannessi Miloslav Mečíř, Jr. Arnau Brugués-Davi Victor Crivoi |
| 11 giugno | Košice Open 2012 Košice, Slovacchia Serie regolari €30,000+H - Terra rossa - 32S/32Q/16D Singolare - Doppio                   | Tomasz Bednarek Mateusz Kowalczyk 2–6, 7–5, [14–12]  | Uladzimir Ihnacik Andrej Vasilevskij | Damir Džumhur Jan Hájek            | Alessandro Giannessi Miloslav Mečíř, Jr. Arnau Brugués-Davi Victor Crivoi |
| 18 giugno | Nessun torneo | Nessun torneo                                        | Nessun torneo                        | Nessun torneo                      | Nessun torneo                                                             |
| 25 giugno | Marburg Open 2012 Marburgo, Germania Serie regolari €30,000+H - Terra rossa - 32S/29Q/16D Singolare - Doppio                  | Jan Hájek 6–2, 6–2                                   | Andreas Haider-Maurer                | Marius Copil Javier Martí          | Horacio Zeballos Tejmuraz Gabašvili Simon Greul Miša Zverev               |
| 25 giugno | Marburg Open 2012 Marburgo, Germania Serie regolari €30,000+H - Terra rossa - 32S/29Q/16D Singolare - Doppio                  | Mateusz Kowalczyk David Škoch 6–2, 6–1               | Denis Matsukevich Miša Zverev        | Marius Copil Javier Martí          | Horacio Zeballos Tejmuraz Gabašvili Simon Greul Miša Zverev               |
| 25 giugno | Aspria Tennis Cup 2012 Milano, Italia Serie regolari €30,000+H - Terra rossa - 32S/28Q/16D Singolare - Doppio                 | Tommy Robredo 6–3, 6–0                               | Martín Alund                         | Victor Hănescu Nikola Ćirić        | Yannick Mertens Gianluca Naso Walter Trusendi João Sousa                  |
| 25 giugno | Aspria Tennis Cup 2012 Milano, Italia Serie regolari €30,000+H - Terra rossa - 32S/28Q/16D Singolare - Doppio                 | Nicholas Monroe Simon Stadler 6–4, 3–6, [11–9]       | Andrej Golubev Jurij Ščukin          | Victor Hănescu Nikola Ćirić        | Yannick Mertens Gianluca Naso Walter Trusendi João Sousa                  |

### Luglio
| Settimana | Torneo | Campione                                                   | Finalista                               | Semifinalisti                        | Eliminati ai quarti                                                      |
| --------- | --- | ---------------------------------------------------------- | --------------------------------------- | ------------------------------------ | ------------------------------------------------------------------------ |
| 2 luglio  | Sparkassen Open 2012 Braunschweig, Germania Serie regolari €106,500+H - Terra rossa - 32S/26Q/16D Singolare - Doppio               | Thomaz Bellucci 7–6(4), 6–3                                | Tobias Kamke                            | Björn Phau Simone Bolelli            | Jan-Lennard Struff Horacio Zeballos Roberto Bautista Agut Jan Hájek      |
| 2 luglio  | Sparkassen Open 2012 Braunschweig, Germania Serie regolari €106,500+H - Terra rossa - 32S/26Q/16D Singolare - Doppio               | Tomasz Bednarek Mateusz Kowalczyk 7–5, 6(1)–7, [10–8]      | Harri Heliövaara Denys Molčanov         | Björn Phau Simone Bolelli            | Jan-Lennard Struff Horacio Zeballos Roberto Bautista Agut Jan Hájek      |
| 2 luglio  | Nielsen Pro Tennis Championships 2012 Winnetka, USA Serie regolari $50,000 - Cemento - 32S/24Q/16D Singolare - Doppio              | John-Patrick Smith 3–6, 6–3, 7–6(3)                        | Ričardas Berankis                       | Serhij Bubka Ryan Sweeting           | Tennys Sandgren Mikhail Ledovskikh Marco Chiudinelli Danai Udomchoke     |
| 2 luglio  | Nielsen Pro Tennis Championships 2012 Winnetka, USA Serie regolari $50,000 - Cemento - 32S/24Q/16D Singolare - Doppio              | Devin Britton Jeff Dadamo 1–6, 6–2, [10–6]                 | John Peers John-Patrick Smith           | Serhij Bubka Ryan Sweeting           | Tennys Sandgren Mikhail Ledovskikh Marco Chiudinelli Danai Udomchoke     |
| 2 luglio  | Arad Challenger 2012 Arad, Romania Serie regolari €30,000+H - Terra rossa - 32S/32Q/16D Singolare - Doppio                         | Facundo Bagnis 6–4, 6–4                                    | Victor Hănescu                          | Augustin Gensse Antonio Veić         | Yannick Mertens Michael Linzer Toni Androić Boris Pašanski               |
| 2 luglio  | Arad Challenger 2012 Arad, Romania Serie regolari €30,000+H - Terra rossa - 32S/32Q/16D Singolare - Doppio                         | Nikola Mektić Antonio Veić 7–6(5), 4–6, [10–3]             | Marin Draganja Dino Marcan              | Augustin Gensse Antonio Veić         | Yannick Mertens Michael Linzer Toni Androić Boris Pašanski               |
| 2 luglio  | Lima Challenger 2012 Lima, Perù Serie regolari $50,000+H - Terra rossa - 32S/22Q/16D Singolare - Doppio                            | Guido Andreozzi 6–3, 6(6)–7, 6–2                           | Facundo Argüello                        | Guido Pella Agustín Velotti          | Éric Prodon Andrés Molteni Diego Schwartzman Diego Junqueira             |
| 2 luglio  | Lima Challenger 2012 Lima, Perù Serie regolari $50,000+H - Terra rossa - 32S/22Q/16D Singolare - Doppio                            | Facundo Argüello Agustín Velotti 7–6(4), 7–6(5)            | Claudio Grassi Luca Vanni               | Guido Pella Agustín Velotti          | Éric Prodon Andrés Molteni Diego Schwartzman Diego Junqueira             |
| 2 luglio  | Panama Challenger 2012 Panama, Panama Serie regolari $35,000+H - Terra rossa - 32S/16Q/16D Singolare - Doppio                      | Rogério Dutra da Silva 6–3, 6–0                            | Peter Polansky                          | Jesse Witten Carlos Salamanca        | Víctor Estrella Burgos Kevin Kim Luis Díaz-Barriga Júlio César Campozano |
| 2 luglio  | Panama Challenger 2012 Panama, Panama Serie regolari $35,000+H - Terra rossa - 32S/16Q/16D Singolare - Doppio                      | Júlio César Campozano Alejandro González 6–4, 7–5          | Daniel Kosakowski Peter Polansky        | Jesse Witten Carlos Salamanca        | Víctor Estrella Burgos Kevin Kim Luis Díaz-Barriga Júlio César Campozano |
| 9 luglio  | Open Seguros Bolívar 2012 Bogotà, Colombia Serie regolari $125,000+H - Terra - 32S/31Q/16D Singolare - Doppio                      | Alejandro Falla 7–5, 6–3                                   | Santiago Giraldo                        | Víctor Estrella Burgos JC Campozano  | Marcelo Demoliner Facundo Argüello Jorge Aguilar Luca Vanni              |
| 9 luglio  | Open Seguros Bolívar 2012 Bogotà, Colombia Serie regolari $125,000+H - Terra - 32S/31Q/16D Singolare - Doppio                      | Marcelo Demoliner Víctor Estrella Burgos 6–4, 6–2          | Thomas Fabbiano Riccardo Ghedin         | Víctor Estrella Burgos JC Campozano  | Marcelo Demoliner Facundo Argüello Jorge Aguilar Luca Vanni              |
| 9 luglio  | The Hague Open 2012 Scheveningen, Paesi Bassi Tretorn SERIE+ €42,500+H - Terra rossa - 32S/27Q/16D Singolare - Doppio              | Jerzy Janowicz 6–2, 6–2                                    | Matwé Middelkoop                        | Peter Torebko Diego Junqueira        | Yannick Mertens Íñigo Cervantes Thiemo de Bakker Jurij Ščukin            |
| 9 luglio  | The Hague Open 2012 Scheveningen, Paesi Bassi Tretorn SERIE+ €42,500+H - Terra rossa - 32S/27Q/16D Singolare - Doppio              | Antal van der Duim Boy Westerhof 6–4, 5–7, [10–7]          | Rameez Junaid Simon Stadler             | Peter Torebko Diego Junqueira        | Yannick Mertens Íñigo Cervantes Thiemo de Bakker Jurij Ščukin            |
| 9 luglio  | Carisap Tennis Cup 2012 San Benedetto del Tronto, Italia Serie regolari €30,000+H - Terra rossa - 32S/31Q/16D Singolare - Doppio   | Gianluca Naso 6–4, 7–5                                     | Andreas Haider-Maurer                   | Ivan Serheev Sergio Gutiérrez Ferrol | Michael Lammer Jérôme Inzerillo Andrej Martin Arnau Brugués-Davi         |
| 9 luglio  | Carisap Tennis Cup 2012 San Benedetto del Tronto, Italia Serie regolari €30,000+H - Terra rossa - 32S/31Q/16D Singolare - Doppio   | Brydan Klein Dane Propoggia 3–6, 6–4, [12–10]              | Stefano Ianni Gianluca Naso             | Ivan Serheev Sergio Gutiérrez Ferrol | Michael Lammer Jérôme Inzerillo Andrej Martin Arnau Brugués-Davi         |
| 9 luglio  | Timișoara Challenger 2012 Timișoara, Romania Serie regolari €30,000+H - Terra rossa - 32S/10Q/16D Singolare - Doppio               | Victor Hănescu 6–3, 6–0                                    | Guillaume Rufin                         | Marius Copil Nikola Mektić           | Victor Crivoi Grégoire Burquier Facundo Bagnis Jordi Samper-Montaña      |
| 9 luglio  | Timișoara Challenger 2012 Timișoara, Romania Serie regolari €30,000+H - Terra rossa - 32S/10Q/16D Singolare - Doppio               | Goran Tošić Denis Zivkovic 6–2, 7–5                        | Andrei Dăescu Florin Mergea             | Marius Copil Nikola Mektić           | Victor Crivoi Grégoire Burquier Facundo Bagnis Jordi Samper-Montaña      |
| 16 luglio | ATP China International Tennis Challenge 2012 Anning, Cina Serie regolari $50,000 - Terra rossa - 32S/32Q/16D Singolare - Doppio   | Grega Žemlja 1–6, 7–5, 6–3                                 | Aljaž Bedene                            | Yang Tsung-hua Laurent Rochette      | Josselin Ouanna Zhang Ze Chang Yu Hiroki Moriya                          |
| 16 luglio | ATP China International Tennis Challenge 2012 Anning, Cina Serie regolari $50,000 - Terra rossa - 32S/32Q/16D Singolare - Doppio   | Sanchai Ratiwatana Sonchat Ratiwatana 4–6, 7–6(1), [13–11] | Ruan Roelofse Kittipong Wachiramanowong | Yang Tsung-hua Laurent Rochette      | Josselin Ouanna Zhang Ze Chang Yu Hiroki Moriya                          |
| 16 luglio | Bercuit Tennis Open 2012 Bercuit, Belgio Serie regolari €42,500 - Terra rossa - 32S/21Q/16D Singolare - Doppio                     | Thiemo de Bakker 6–4, 3–6, 7–5                             | Victor Hănescu                          | Yannick Mertens Stéphane Robert      | Steven Diez Nicolas Devilder Thomas Schoorel André Ghem                  |
| 16 luglio | Bercuit Tennis Open 2012 Bercuit, Belgio Serie regolari €42,500 - Terra rossa - 32S/21Q/16D Singolare - Doppio                     | André Ghem Marco Trungelliti 6–1, 6–2                      | Facundo Bagnis Pablo Galdón             | Yannick Mertens Stéphane Robert      | Steven Diez Nicolas Devilder Thomas Schoorel André Ghem                  |
| 16 luglio | Levene Gouldin & Thompson Tennis Challenger 2012 Binghamton, USA Serie regolari $50,500 - Cemento - 32S/32Q/16D Singolare - Doppio | Michael Yani 6–4, 7–6(11)                                  | Fritz Wolmarans                         | Daniel King-Turner Adrien Bossel     | Rhyne Williams Jamie Baker Greg Ouellette Michael McClune                |
| 16 luglio | Levene Gouldin & Thompson Tennis Challenger 2012 Binghamton, USA Serie regolari $50,500 - Cemento - 32S/32Q/16D Singolare - Doppio | Dudi Sela Harel Srugo 6–2, 3–6, [10–8]                     | Adrien Bossel Michael McClune           | Daniel King-Turner Adrien Bossel     | Rhyne Williams Jamie Baker Greg Ouellette Michael McClune                |
| 16 luglio | Challenger Banque Nationale de Granby 2012 Granby, Canada Serie regolari $50,000 - Cemento - 32S/32Q/16D Singolare - Doppio        | Vasek Pospisil 7–6(2), 6–4                                 | Igor Sijsling                           | Philip Bester Danai Udomchoke        | Thomas Fabbiano Adam El Mihdawy James Duckworth Maxime Authom            |
| 16 luglio | Challenger Banque Nationale de Granby 2012 Granby, Canada Serie regolari $50,000 - Cemento - 32S/32Q/16D Singolare - Doppio        | Philip Bester Vasek Pospisil 6–1, 6–2                      | Yuichi Ito Takuto Niki                  | Philip Bester Danai Udomchoke        | Thomas Fabbiano Adam El Mihdawy James Duckworth Maxime Authom            |
| 16 luglio | Penza Cup 2012 Penza, Russia Serie regolari $50,000 - Cemento - 32S/20Q/16D Singolare - Doppio                                     | Illja Marčenko 7–5, 6–3                                    | Evgenij Donskoj                         | Konstantin Kravčuk Evgenij Kirillov  | Laurent Recouderc Denys Molčanov Yuki Bhambri Kamil Čapkovič             |
| 16 luglio | Penza Cup 2012 Penza, Russia Serie regolari $50,000 - Cemento - 32S/20Q/16D Singolare - Doppio                                     | Konstantin Kravčuk Nikolaus Moser 6(5)–7, 6–3, [10–7]      | Yuki Bhambri Divij Sharan               | Konstantin Kravčuk Evgenij Kirillov  | Laurent Recouderc Denys Molčanov Yuki Bhambri Kamil Čapkovič             |
| 16 luglio | Poznań Open 2012 Poznań, Polonia Tretorn SERIE+ €30,000+H - Terra rossa - 32S/23Q/16D Singolare - Doppio                           | Jerzy Janowicz 6–3, 6–3                                    | Jonathan Dasnières de Veigy             | Andreas Haider-Maurer Martín Alund   | Arnau Brugués-Davi Uladzimir Ihnacik Marcin Gawron Éric Prodon           |
| 16 luglio | Poznań Open 2012 Poznań, Polonia Tretorn SERIE+ €30,000+H - Terra rossa - 32S/23Q/16D Singolare - Doppio                           | Rameez Junaid Simon Stadler 6–3, 6–4                       | Adam Hubble Nima Roshan                 | Andreas Haider-Maurer Martín Alund   | Arnau Brugués-Davi Uladzimir Ihnacik Marcin Gawron Éric Prodon           |
| 16 luglio | Guzzini Challenger 2012 Recanati, Italia Serie regolari €30,000+H - Cemento - 32S/24Q/16D Singolare - Doppio                       | Simone Bolelli 6–3, 6–2                                    | Fabrice Martin                          | Evgenij Korolëv Kenny de Schepper    | Adrián Menéndez Maceiras Dane Propoggia Florent Serra Albano Olivetti    |
| 16 luglio | Guzzini Challenger 2012 Recanati, Italia Serie regolari €30,000+H - Cemento - 32S/24Q/16D Singolare - Doppio                       | Brydan Klein Dane Propoggia 7–5, 2–6, [14–12]              | Marin Draganja Dino Marcan              | Evgenij Korolëv Kenny de Schepper    | Adrián Menéndez Maceiras Dane Propoggia Florent Serra Albano Olivetti    |
| 23 luglio | President's Cup 2012 Astana, Kazakhstan Serie regolari $125,000 - Cemento - 32S/31Q/16D Singolare - Doppio                         | Evgenij Donskoj 6–3, 6–4                                   | Marsel İlhan                            | Brydan Klein Karol Beck              | Oleksandr Nedovjesov Illja Marčenko Michal Konečný Yuki Bhambri          |
| 23 luglio | President's Cup 2012 Astana, Kazakhstan Serie regolari $125,000 - Cemento - 32S/31Q/16D Singolare - Doppio                         | Konstantin Kravčuk Denys Molčanov 6–4, 6–3                 | Karol Beck Kamil Čapkovič               | Brydan Klein Karol Beck              | Oleksandr Nedovjesov Illja Marčenko Michal Konečný Yuki Bhambri          |
| 23 luglio | Fifth Third Bank Tennis Championships 2012 Lexington, USA Serie regolari $50,000 - Cemento - 32S/32Q/16D Singolare - Doppio        | Denis Kudla 5–7, 7–5, 6–1                                  | Érik Chvojka                            | Christian Harrison Alex Bogdanović   | Agustín Velotti Matt Reid Michael McClune James Duckworth                |
| 23 luglio | Fifth Third Bank Tennis Championships 2012 Lexington, USA Serie regolari $50,000 - Cemento - 32S/32Q/16D Singolare - Doppio        | Austin Krajicek John Peers 6–1, 7–6(4)                     | Tennys Sandgren Rhyne Williams          | Christian Harrison Alex Bogdanović   | Agustín Velotti Matt Reid Michael McClune James Duckworth                |
| 23 luglio | Tampere Open 2012 Tampere, Finlandia Serie regolari €42,500 - Terra rossa - 32S/29Q/16D Singolare - Doppio                         | João Sousa 7–6(5), 6–4                                     | Éric Prodon                             | Henri Laaksonen Gastão Elias         | Boy Westerhof Jonathan Dasnières de Veigy Patrik Rosenholm Niels Desein  |
| 23 luglio | Tampere Open 2012 Tampere, Finlandia Serie regolari €42,500 - Terra rossa - 32S/29Q/16D Singolare - Doppio                         | Michael Linzer Gerald Melzer 6–1, 7–6(3)                   | Niels Desein André Ghem                 | Henri Laaksonen Gastão Elias         | Boy Westerhof Jonathan Dasnières de Veigy Patrik Rosenholm Niels Desein  |
| 23 luglio | ATP China Challenger International 2012 Wuhan, Cina Serie regolari $50,000 - Cemento - 32S/29Q/16D Singolare - Doppio              | Aljaž Bedene 6–3, 4–6, 6–3                                 | Josselin Ouanna                         | Adam Feeney Ti Chen                  | Vincent Millot Laurent Rochette Benjamin Balleret Zhang Ze               |
| 23 luglio | ATP China Challenger International 2012 Wuhan, Cina Serie regolari $50,000 - Cemento - 32S/29Q/16D Singolare - Doppio              | Sanchai Ratiwatana Sonchat Ratiwatana 6–4, 2–6, [10–8]     | Adam Feeney Samuel Groth                | Adam Feeney Ti Chen                  | Vincent Millot Laurent Rochette Benjamin Balleret Zhang Ze               |
| 23 luglio | Oberstaufen Cup 2012 Oberstaufen, Germanis Serie regolari €30,000+H - Terra rossa - 32S/12Q/16D Singolare - Doppio                 | Dominik Meffert 6–4, 6–3                                   | Nils Langer                             | Andrej Kuznecov Guillaume Rufin      | Daniel Gimeno Traver Martín Alund Pablo Galdón Matthias Bachinger        |
| 23 luglio | Oberstaufen Cup 2012 Oberstaufen, Germanis Serie regolari €30,000+H - Terra rossa - 32S/12Q/16D Singolare - Doppio                 | Andrei Dăescu Florin Mergea 7–6(4), 7–6(1)                 | Andrej Kuznecov Jose Rubin Statham      | Andrej Kuznecov Guillaume Rufin      | Daniel Gimeno Traver Martín Alund Pablo Galdón Matthias Bachinger        |
| 23 luglio | Orbetello Challenger 2012 Orbetello, Italia Serie regolari €30,000+H - Terra rossa - 32S/29Q/16D Singolare - Doppio                | Roberto Bautista Agut 6–3, 6–1                             | Dušan Lajović                           | Alessio di Mauro Matteo Viola        | Gianluca Naso Evgenij Korolëv Sergio Gutiérrez Ferrol Pedro Sousa        |
| 23 luglio | Orbetello Challenger 2012 Orbetello, Italia Serie regolari €30,000+H - Terra rossa - 32S/29Q/16D Singolare - Doppio                | Stefano Ianni Dane Propoggia 6–3, 6–2                      | Alessio di Mauro Simone Vagnozzi        | Alessio di Mauro Matteo Viola        | Gianluca Naso Evgenij Korolëv Sergio Gutiérrez Ferrol Pedro Sousa        |
| 30 luglio | Odlum Brown Vancouver Open 2012 Vancouver, Canada Serie regolari $100,000 - Cemento - 32S/32Q/16D Singolare - Doppio               | Igor Sijsling 6–1, 7–5                                     | Serhij Bubka                            | Frank Dancevic Dudi Sela             | Danai Udomchoke Ruben Bemelmans Wang Yeu-tzuoo Steven Diez               |
| 30 luglio | Odlum Brown Vancouver Open 2012 Vancouver, Canada Serie regolari $100,000 - Cemento - 32S/32Q/16D Singolare - Doppio               | Maxime Authom Ruben Bemelmans 6–4, 6–2                     | John Peers John-Patrick Smith           | Frank Dancevic Dudi Sela             | Danai Udomchoke Ruben Bemelmans Wang Yeu-tzuoo Steven Diez               |
| 30 luglio | Beijing International Challenger 2012 Pechino, Cina Serie regolari $75,000+H - Cemento - 32S/32Q/16D Singolare - Doppio            | Grega Žemlja 6–3, 6–0                                      | Di Wu                                   | Andrej Golubev Karol Beck            | Aljaž Bedene Vincent Millot Tsung-hua Yang Yūichi Sugita                 |
| 30 luglio | Beijing International Challenger 2012 Pechino, Cina Serie regolari $75,000+H - Cemento - 32S/32Q/16D Singolare - Doppio            | Sanchai Ratiwatana Sonchat Ratiwatana 7–6(3), 2–6, [10–6]  | Yuki Bhambri Divij Sharan               | Andrej Golubev Karol Beck            | Aljaž Bedene Vincent Millot Tsung-hua Yang Yūichi Sugita                 |
| 30 luglio | Manta Open 2012 Manta, Ecuador Serie regolari $35,000+H - Cemento - 32S/32Q/16D Singolare - Doppio                                 | Guido Pella 6–4, 7–5                                       | Maximiliano Estévez                     | Jorge Aguilar Facundo Argüello       | João Souza Greg Jones Víctor Estrella Burgos Júlio César Campozano       |
| 30 luglio | Manta Open 2012 Manta, Ecuador Serie regolari $35,000+H - Cemento - 32S/32Q/16D Singolare - Doppio                                 | Duilio Beretta Renzo Olivo 6–3, 6–0                        | Víctor Estrella Burgos João Souza       | Jorge Aguilar Facundo Argüello       | João Souza Greg Jones Víctor Estrella Burgos Júlio César Campozano       |

### Agosto
| Settimana | Torneo | Campione                                         | Finalista                                           | Semifinalisti                        | Eliminati ai quarti                                                         |
| --------- | --- | ------------------------------------------------ | --------------------------------------------------- | ------------------------------------ | --------------------------------------------------------------------------- |
| 6 agosto  | Comerica Bank Challenger 2012 Aptos, USA Serie regolari $100,000 - Cemento - 32S/32Q/16D Singolare - Doppio                      | Steve Johnson 6–3, 6–3                           | Robert Farah                                        | Jan Hernych Ilija Bozoljac           | Wang Yeu-tzuoo Rik De Voest Michael McClune Bradley Klahn                   |
| 6 agosto  | Comerica Bank Challenger 2012 Aptos, USA Serie regolari $100,000 - Cemento - 32S/32Q/16D Singolare - Doppio                      | Rik De Voest John Peers 6(5)–7,6–1, [10–4]       | Chris Guccione Frank Moser                          | Jan Hernych Ilija Bozoljac           | Wang Yeu-tzuoo Rik De Voest Michael McClune Bradley Klahn                   |
| 6 agosto  | San Marino CEPU Open 2012 San Marino, San Marino Tretorn SERIE+ €85,000+H - Terra rossa - 32S/32Q/16D Singolare - Doppio         | Martin Kližan 6–3, 6–1                           | Simone Bolelli                                      | Filippo Volandri Albert Montañés     | Nikola Mektić Stéphane Robert Rogério Dutra da Silva Blaž Kavčič            |
| 6 agosto  | San Marino CEPU Open 2012 San Marino, San Marino Tretorn SERIE+ €85,000+H - Terra rossa - 32S/32Q/16D Singolare - Doppio         | Lukáš Dlouhý Michal Mertiňák 2–6, 7–6(3), [11–9] | Stefano Ianni Matteo Viola                          | Filippo Volandri Albert Montañés     | Nikola Mektić Stéphane Robert Rogério Dutra da Silva Blaž Kavčič            |
| 6 agosto  | Open Diputación Ciudad de Pozoblanco 2012 Pozoblanco, Spagna Tretorn SERIE+ €42,500+H - Cemento - 32S/32Q/16D Singolare - Doppio | Roberto Bautista Agut 6–3, 6–4                   | Arnau Brugués-Davi                                  | Josselin Ouanna Evgenij Donskoj      | Tommy Robredo Adrian Mannarino Riccardo Ghedin Uladzimir Ihnacik            |
| 6 agosto  | Open Diputación Ciudad de Pozoblanco 2012 Pozoblanco, Spagna Tretorn SERIE+ €42,500+H - Cemento - 32S/32Q/16D Singolare - Doppio | Konstantin Kravčuk Denys Molčanov 6–3, 6–3       | Adrian Mannarino Maxime Teixeira                    | Josselin Ouanna Evgenij Donskoj      | Tommy Robredo Adrian Mannarino Riccardo Ghedin Uladzimir Ihnacik            |
| 6 agosto  | Sibiu Open 2012 Sibiu, Romania Serie regolari €30,000+H - Terra rossa - 32S/32Q/16D Singolare - Doppio                           | Adrian Ungur 6–4, 7–6(1)                         | Victor Hănescu                                      | João Sousa David Guez                | Simone Vagnozzi Andreas Haider-Maurer Simon Greul Toni Androić              |
| 6 agosto  | Sibiu Open 2012 Sibiu, Romania Serie regolari €30,000+H - Terra rossa - 32S/32Q/16D Singolare - Doppio                           | Marin Draganja Lovro Zovko 6–4, 4–6, [11–9]      | Alexandru-Daniel Carpen Cristóbal Saavedra-Corvalán | João Sousa David Guez                | Simone Vagnozzi Andreas Haider-Maurer Simon Greul Toni Androić              |
| 6 agosto  | Samarkand Challenger 2012 Samarkand, Uzbekistan Serie regolari $35,000+H - Terra rossa - 32S/32Q/16D Singolare - Doppio          | Dušan Lajović 6–3, 6–2                           | Farruch Dustov                                      | Oleksandr Nedovjesov N.Sriram Balaji | Gerald Melzer Ivan Serheev Andrej Martin Andrej Golubev                     |
| 6 agosto  | Samarkand Challenger 2012 Samarkand, Uzbekistan Serie regolari $35,000+H - Terra rossa - 32S/32Q/16D Singolare - Doppio          | Oleksandr Nedovjesov Ivan Serheev 6–4, 7–6(1)    | Divij Sharan Vishnu Vardhan                         | Oleksandr Nedovjesov N.Sriram Balaji | Gerald Melzer Ivan Serheev Andrej Martin Andrej Golubev                     |
| 13 agosto | Zucchetti Kos Tennis Cup 2012 Cordenons, Italia Tretorn SERIE+ €85,000+H - Terra rossa - 32S/32Q/16D Singolare - Doppio          | Paolo Lorenzi 7–6(5), 6–3                        | Daniel Gimeno-Taver                                 | Filippo Volandri Victor Hănescu      | Blaž Kavčič Albert Montañés Simone Bolelli Matteo Viola                     |
| 13 agosto | Zucchetti Kos Tennis Cup 2012 Cordenons, Italia Tretorn SERIE+ €85,000+H - Terra rossa - 32S/32Q/16D Singolare - Doppio          | Lukáš Dlouhý Michal Mertiňák 5–7, 7–5, [10–7]    | Philipp Marx Florin Mergea                          | Filippo Volandri Victor Hănescu      | Blaž Kavčič Albert Montañés Simone Bolelli Matteo Viola                     |
| 13 agosto | Karshi Challenger 2012 Qarshi, Uzbekistan Serie regolari $50,000 - Cemento - 32S/32Q/16D Singolare - Doppio                      | Igor' Kunicyn 7–6(10), 6–2                       | Dzmitry Zhyrmont                                    | Ivan Serheev Wu Di                   | Steven Diez Vishnu Vardhan Kamil Čapkovič Dušan Lajović                     |
| 13 agosto | Karshi Challenger 2012 Qarshi, Uzbekistan Serie regolari $50,000 - Cemento - 32S/32Q/16D Singolare - Doppio                      | Lee Hsin-han Peng Hsien-yin 6(5)–7, 6–4, [10–4]  | Brydan Klein Yasutaka Uchiyama                      | Ivan Serheev Wu Di                   | Steven Diez Vishnu Vardhan Kamil Čapkovič Dušan Lajović                     |
| 20 agosto | Open Castilla y León 2012 Segovia, Spagna Serie regolari €64,000 - Cemento - 32S/32Q/16D Singolare - Doppio                      | Evgenij Donskoj 6–1, 7–6(11)                     | Albano Olivetti                                     | Riccardo Ghedin Konstantin Kravčuk   | Daniel Gimeno Traver Marin Draganja Gerard Granollers Pujol Andrés Artuñedo |
| 20 agosto | Open Castilla y León 2012 Segovia, Spagna Serie regolari €64,000 - Cemento - 32S/32Q/16D Singolare - Doppio                      | Stefano Ianni Florin Mergea 6–2, 6–3             | Konstantin Kravčuk Frank Moser                      | Riccardo Ghedin Konstantin Kravčuk   | Daniel Gimeno Traver Marin Draganja Gerard Granollers Pujol Andrés Artuñedo |
| 27 agosto | Chang-Sat Bangkok Open 2012 Bangkok, Thailandia Serie regolari $50,000 - Cemento - 32S/32Q/16D Singolare - Doppio                | Dudi Sela 6–1, 7–5                               | Yūichi Sugita                                       | Christopher Rungkat Gong Maoxin      | John Millman Zhang Ze Matt Reid Huang Liang-chi                             |
| 27 agosto | Chang-Sat Bangkok Open 2012 Bangkok, Thailandia Serie regolari $50,000 - Cemento - 32S/32Q/16D Singolare - Doppio                | Divij Sharan Vishnu Vardhan 6–3, 6–4             | Lee Hsin-han Peng Hsien-yin                         | Christopher Rungkat Gong Maoxin      | John Millman Zhang Ze Matt Reid Huang Liang-chi                             |
| 27 agosto | Città di Como Challenger 2012 Como, Italia Serie regolari €30,000+H - Terra rossa - 32S/32Q/16D Singolare - Doppio               | Andreas Haider-Maurer 6–3, 6–4                   | João Sousa                                          | Gianluca Naso Evgenij Korolëv        | Julian Reister Alessandro Giannessi Facundo Argüello Paul Capdeville        |
| 27 agosto | Città di Como Challenger 2012 Como, Italia Serie regolari €30,000+H - Terra rossa - 32S/32Q/16D Singolare - Doppio               | Philipp Marx Florin Mergea 6–4, 4–6, [10–4]      | Colin Ebelthite Jaroslav Pospíšil                   | Gianluca Naso Evgenij Korolëv        | Julian Reister Alessandro Giannessi Facundo Argüello Paul Capdeville        |

### Settembre
| Settimana    | Torneo | Campione                                                | Finalista                            | Semifinalisti                                 | Eliminati ai quarti                                                        |
| ------------ | --- | ------------------------------------------------------- | ------------------------------------ | --------------------------------------------- | -------------------------------------------------------------------------- |
| 3 settembre  | Genoa Open Challenger 2012 Genoa, Italia Serie regolari €85,000+H - Terra rossa - 32S/32Q/16D Singolare - Doppio                       | Albert Montañés 6–4, 6–1                                | Tommy Robredo                        | Filippo Volandri Simone Bolelli               | Andreas Seppi Sergio Gutiérrez Ferrol Thomas Fabbiano Walter Trusendi      |
| 3 settembre  | Genoa Open Challenger 2012 Genoa, Italia Serie regolari €85,000+H - Terra rossa - 32S/32Q/16D Singolare - Doppio                       | Andre Begemann Martin Emmrich 6–3, 6–1                  | Dominik Meffert Philipp Oswald       | Filippo Volandri Simone Bolelli               | Andreas Seppi Sergio Gutiérrez Ferrol Thomas Fabbiano Walter Trusendi      |
| 3 settembre  | TEAN International 2012 Alphen aan den Rijn, Paesi Bassi Serie regolari €42,500 - Terra rossa - 32S/32Q/16D Singolare - Doppio         | Thiemo de Bakker 6–4, 6–2                               | Simon Greul                          | João Sousa Daniel Gimeno Traver               | Wesley Koolhof Yannick Mertens Iván Navarro Peter Torebko                  |
| 3 settembre  | TEAN International 2012 Alphen aan den Rijn, Paesi Bassi Serie regolari €42,500 - Terra rossa - 32S/32Q/16D Singolare - Doppio         | Rameez Junaid Simon Stadler 4–6, 6–1, [10–5]            | Simon Greul Bastian Knittel          | João Sousa Daniel Gimeno Traver               | Wesley Koolhof Yannick Mertens Iván Navarro Peter Torebko                  |
| 3 settembre  | Shanghai Challenger 2012 Shanghai, China Regular series $50,000 - Cemento - 32S/32Q/16D Singolare - Doppio                             | Lu Yen-hsun 7–5, 6–0                                    | Peter Gojowczyk                      | Yūichi Sugita Michael Yani                    | Sanam Singh Zhang Ze John Millman James Ward                               |
| 3 settembre  | Shanghai Challenger 2012 Shanghai, China Regular series $50,000 - Cemento - 32S/32Q/16D Singolare - Doppio                             | Sanchai Ratiwatana Sonchat Ratiwatana 6–4, 6–4          | Yuki Bhambri Divij Sharan            | Yūichi Sugita Michael Yani                    | Sanam Singh Zhang Ze John Millman James Ward                               |
| 3 settembre  | Trophée des Alpilles 2012 Saint-Rémy-de-Provence, Francia Serie regolari €42,500 - Cemento - 32S/32Q/16D Singolare - Doppio            | Josselin Ouanna 6–4, 7–5                                | Flavio Cipolla                       | Uladzimir Ihnacik Evgenij Donskoj             | Gilles Müller Adrian Mannarino Matthias Bachinger Igor' Kunicyn            |
| 3 settembre  | Trophée des Alpilles 2012 Saint-Rémy-de-Provence, Francia Serie regolari €42,500 - Cemento - 32S/32Q/16D Singolare - Doppio            | Laurynas Grigelis Uladzimir Ihnacik 6(4)–7, 6–3, [10–6] | Jordi Marsé-Vidri Carles Poch-Gradin | Uladzimir Ihnacik Evgenij Donskoj             | Gilles Müller Adrian Mannarino Matthias Bachinger Igor' Kunicyn            |
| 3 settembre  | Brașov Challenger 2012 Brașov, Romania Serie regolari €30,000+H - Terra rossa - 32S/32Q/16D Singolare - Doppio                         | Andreas Haider-Maurer 3–6, 7–5, 6–2                     | Adrian Ungur                         | Boris Pašanski Antonio Veić                   | Victor Hănescu Goran Tošić Hans Podlipnik-Castillo Jorge Aguilar           |
| 3 settembre  | Brașov Challenger 2012 Brașov, Romania Serie regolari €30,000+H - Terra rossa - 32S/32Q/16D Singolare - Doppio                         | Marius Copil Victor Crivoi 6(8)–7, 6–4, [12–10]         | Andrei Ciumac Oleksandr Nedovjesov   | Boris Pašanski Antonio Veić                   | Victor Hănescu Goran Tošić Hans Podlipnik-Castillo Jorge Aguilar           |
| 10 settembre | American Express - TED Open 2012 Istanbul, Turchia Serie regolari $75,000 - Cemento - 32S/32Q/16D Singolare - Doppio                   | Dmitrij Tursunov 6–4, 7–6(5)                            | Adrian Mannarino                     | Michael Russell Grega Žemlja                  | Malek Jaziri Maxime Teixeira Karol Beck Adrián Menéndez Maceiras           |
| 10 settembre | American Express - TED Open 2012 Istanbul, Turchia Serie regolari $75,000 - Cemento - 32S/32Q/16D Singolare - Doppio                   | Karol Beck Lukáš Dlouhý 3–6, 6–2, [10–6]                | Adrián Menéndez Maceiras John Peers  | Michael Russell Grega Žemlja                  | Malek Jaziri Maxime Teixeira Karol Beck Adrián Menéndez Maceiras           |
| 10 settembre | Seguros Bolívar Open Cali 2012 Cali, Colombia Serie regolari $75,000+H - Terra rossa - 32S/32Q/16D Singolare - Doppio                  | João Souza 6–2, 6–4                                     | Thiago Alves                         | Fabiano de Paula Martín Alund                 | Guido Pella Wayne Odesnik Rubén Ramírez Hidalgo Nicolás Barrientos         |
| 10 settembre | Seguros Bolívar Open Cali 2012 Cali, Colombia Serie regolari $75,000+H - Terra rossa - 32S/32Q/16D Singolare - Doppio                  | Juan Sebastián Cabal Robert Farah 6–3, 7–6(4)           | Marcelo Demoliner João Souza         | Fabiano de Paula Martín Alund                 | Guido Pella Wayne Odesnik Rubén Ramírez Hidalgo Nicolás Barrientos         |
| 10 settembre | Pétange Open 2012 Pétange, Lussemburgo Serie regolari €64,000 - Cemento (indoor) - 32S/32Q/16D Singolare - Doppio                      | Tobias Kamke 7–6(7), 6–4                                | Paul-Henri Mathieu                   | Édouard Roger-Vasselin Jürgen Zopp            | Niels Desein Ivan Dodig Jan Hernych Horacio Zeballos                       |
| 10 settembre | Pétange Open 2012 Pétange, Lussemburgo Serie regolari €64,000 - Cemento (indoor) - 32S/32Q/16D Singolare - Doppio                      | Christopher Kas Dick Norman 2–6, 6–2, [10–8]            | Jamie Murray André Sá                | Édouard Roger-Vasselin Jürgen Zopp            | Niels Desein Ivan Dodig Jan Hernych Horacio Zeballos                       |
| 10 settembre | Banja Luka Challenger 2012 Banja Luka, Bosnia Erzegovina Serie regolari €64,000+H - Terra rossa - 32S/32Q/16D Singolare - Doppio       | Victor Hănescu 6–4, 6–1                                 | Andreas Haider-Maurer                | Simone Vagnozzi Ivan Serheev                  | Steven Moneke Nikola Mektić Simon Greul Peter Torebko                      |
| 10 settembre | Banja Luka Challenger 2012 Banja Luka, Bosnia Erzegovina Serie regolari €64,000+H - Terra rossa - 32S/32Q/16D Singolare - Doppio       | Marin Draganja Lovro Zovko 6–1, 6–1                     | Colin Ebelthite Jaroslav Pospíšil    | Simone Vagnozzi Ivan Serheev                  | Steven Moneke Nikola Mektić Simon Greul Peter Torebko                      |
| 10 settembre | Copa Sevilla 2012 Siviglia, Spagna Serie regolari €42,500+H - Terra gialla - 32S/32Q/16D Singolare - Doppio                            | Daniel Gimeno Traver 6–3, 6–2                           | Tommy Robredo                        | Íñigo Cervantes Boris Pašanski                | Facundo Argüello Oleksandr Nedovjesov Jan-Lennard Struff Javier Martí      |
| 10 settembre | Copa Sevilla 2012 Siviglia, Spagna Serie regolari €42,500+H - Terra gialla - 32S/32Q/16D Singolare - Doppio                            | Nikola Ćirić Boris Pašanski 5–7, 6–4, [10–6]            | Stephan Fransen Jesse Huta Galung    | Íñigo Cervantes Boris Pašanski                | Facundo Argüello Oleksandr Nedovjesov Jan-Lennard Struff Javier Martí      |
| 10 settembre | Ningbo Challenger 2012 Ningbo, Cina Serie regolari $50,000+H - Cemento - 32S/32Q/16D Singolare - Doppio                                | Peter Gojowczyk 6–3, 6–1                                | Jeong Suk-Young                      | Chen Ti Wu Di                                 | Lu Yen-hsun Stéphane Bohli Yi Chu-huan Zhang Ze                            |
| 10 settembre | Ningbo Challenger 2012 Ningbo, Cina Serie regolari $50,000+H - Cemento - 32S/32Q/16D Singolare - Doppio                                | Sanchai Ratiwatana Sonchat Ratiwatana 6–4, 6–2          | Gong Maoxin Zhang Ze                 | Chen Ti Wu Di                                 | Lu Yen-hsun Stéphane Bohli Yi Chu-huan Zhang Ze                            |
| 10 settembre | Internazionali di Tennis dell'Umbria 2012 Todi, Italia Serie regolari €30,000+H - Terra rossa - 32S/32Q/16D Singolare - Doppio         | Andrej Kuznecov 6–3, 2-0 ritiro                         | Paolo Lorenzi                        | Alessio di Mauro Dominik Meffert              | Guillaume Rufin Bastian Knittel Matteo Viola Jason Kubler                  |
| 10 settembre | Internazionali di Tennis dell'Umbria 2012 Todi, Italia Serie regolari €30,000+H - Terra rossa - 32S/32Q/16D Singolare - Doppio         | Martin Fischer Philipp Oswald 6–3, 6–2                  | Marco Cecchinato Alessio di Mauro    | Alessio di Mauro Dominik Meffert              | Guillaume Rufin Bastian Knittel Matteo Viola Jason Kubler                  |
| 17 settembre | Pekao Szczecin Open 2012 Stettino, Polonia Serie regolari €106,500+H - Terra rossa - 32S/32Q/16D Singolare - Doppio                    | Victor Hănescu 6–4, 7–5                                 | Íñigo Cervantes                      | Jonathan Dasnières de Veigy Ivan Serheev      | Simon Greul Daniel Muñoz de la Nava Jerzy Janowicz Guido Andreozzi         |
| 17 settembre | Pekao Szczecin Open 2012 Stettino, Polonia Serie regolari €106,500+H - Terra rossa - 32S/32Q/16D Singolare - Doppio                    | Andre Begemann Martin Emmrich 3–6, 6–1, [10–3]          | Tomasz Bednarek Mateusz Kowalczyk    | Jonathan Dasnières de Veigy Ivan Serheev      | Simon Greul Daniel Muñoz de la Nava Jerzy Janowicz Guido Andreozzi         |
| 17 settembre | Izmir Cup 2012 Smirne, Turchia Serie regolari €64,000 - Cemento - 32S/32Q/16D Singolare - Doppio                                       | Dmitrij Tursunov 7–6(4), 6(5)–7, 6–3                    | Illja Marčenko                       | Steve Johnson Karol Beck                      | Denis Kudla James McGee Marsel İlhan Michael Russell                       |
| 17 settembre | Izmir Cup 2012 Smirne, Turchia Serie regolari €64,000 - Cemento - 32S/32Q/16D Singolare - Doppio                                       | David Rice Sean Thornley 7–6(8), 6–2                    | Brydan Klein Dane Propoggia          | Steve Johnson Karol Beck                      | Denis Kudla James McGee Marsel İlhan Michael Russell                       |
| 17 settembre | ATP Challenger Trophy 2012 Trnava, Slovacchia Serie regolari €64,000 - Terra rossa - 32S/32Q/16D Singolare - Doppio                    | Andrej Kuznecov 6–3, 6–3                                | Adrian Ungur                         | João Sousa Matteo Viola                       | Julian Reister Stéphane Robert Andreas Haider-Maurer Andrej Martin         |
| 17 settembre | ATP Challenger Trophy 2012 Trnava, Slovacchia Serie regolari €64,000 - Terra rossa - 32S/32Q/16D Singolare - Doppio                    | Nikola Ćirić Goran Tošić 7–6(0), 7–5                    | Mate Pavić Franko Škugor             | João Sousa Matteo Viola                       | Julian Reister Stéphane Robert Andreas Haider-Maurer Andrej Martin         |
| 17 settembre | Campeonato Internacional de Tênis de Campinas 2012 Campinas, Brasile Serie regolari $50,000 - Battuta - 32S/32Q/16D Singolare - Doppio | Guido Pella 6–4, 6–0                                    | Leonardo Kirche                      | Alex Bogomolov Jr. Thiago Alves               | João Souza Máximo González Martín Alund André Ghem                         |
| 17 settembre | Campeonato Internacional de Tênis de Campinas 2012 Campinas, Brasile Serie regolari $50,000 - Battuta - 32S/32Q/16D Singolare - Doppio | Marcelo Demoliner João Souza 6–1, 7–5                   | Marcel Felder Máximo González        | Alex Bogomolov Jr. Thiago Alves               | João Souza Máximo González Martín Alund André Ghem                         |
| 24 settembre | Open d'Orléans 2012 Orléans, Francia Serie regolari €106,500+H - Cemento (indoor) - 32S/32Q/16D Singolare - Doppio                     | David Goffin 6–4, 3–6, 6–3                              | Ruben Bemelmans                      | Roberto Bautista Agut Josselin Ouanna         | Édouard Roger-Vasselin Ernests Gulbis Xavier Malisse Jesse Levine          |
| 24 settembre | Open d'Orléans 2012 Orléans, Francia Serie regolari €106,500+H - Cemento (indoor) - 32S/32Q/16D Singolare - Doppio                     | Lukáš Dlouhý Gilles Müller 6–2, 6(5)–7, [10–7]          | Xavier Malisse Ken Skupski           | Roberto Bautista Agut Josselin Ouanna         | Édouard Roger-Vasselin Ernests Gulbis Xavier Malisse Jesse Levine          |
| 24 settembre | Torneo Tenis Ciudad de Madrid 2012 Madrid, Spagna Serie regolari €42,500 - Terra rossa - 32S/32Q/16D Singolare - Doppio                | Daniel Gimeno Traver 6–4, 6–2                           | Jan-Lennard Struff                   | Sergio Gutiérrez Ferrol Rubén Ramírez Hidalgo | Filippo Volandri Federico Delbonis Alexander Ward Adrián Menéndez Maceiras |
| 24 settembre | Torneo Tenis Ciudad de Madrid 2012 Madrid, Spagna Serie regolari €42,500 - Terra rossa - 32S/32Q/16D Singolare - Doppio                | Daniel Gimeno Traver Iván Navarro 6–2, 4–6, [10–7]      | Colin Ebelthite Jaroslav Pospíšil    | Sergio Gutiérrez Ferrol Rubén Ramírez Hidalgo | Filippo Volandri Federico Delbonis Alexander Ward Adrián Menéndez Maceiras |
| 24 settembre | Lermontov Cup 2012 Lermontov, Russia Serie regolari €50,000+H - Terra rossa - 32S/32Q/16D Singolare - Doppio                           | Andrej Kuznecov 6(7)–7, 6–2, 6–2                        | Farruch Dustov                       | Boris Pašanski Oleksandr Nedovjesov           | Ivan Serheev Andrej Golubev Jurij Ščukin Thomas Fabbiano                   |
| 24 settembre | Lermontov Cup 2012 Lermontov, Russia Serie regolari €50,000+H - Terra rossa - 32S/32Q/16D Singolare - Doppio                           | Konstantin Kravčuk Denys Molčanov 6–3, 6–4              | Andrej Golubev Jurij Ščukin          | Boris Pašanski Oleksandr Nedovjesov           | Ivan Serheev Andrej Golubev Jurij Ščukin Thomas Fabbiano                   |

### Ottobre
| Settimana  | Torneo | Campione                                             | Finalista                             | Semifinalisti                           | Eliminati ai quarti                                                        |
| ---------- | --- | ---------------------------------------------------- | ------------------------------------- | --------------------------------------- | -------------------------------------------------------------------------- |
| 1º ottobre | Ethias Trophy 2012 Mons, Belgio Serie regolari €106,500+H - Cemento - 32S/32Q/16D Singolare - Doppio                                        | Kenny de Schepper 7–6(7), 4–6, 7–6(4)                | Michaël Llodra                        | Tobias Kamke Olivier Rochus             | Igor Sijsling Jerzy Janowicz Maxime Authom Édouard Roger-Vasselin          |
| 1º ottobre | Ethias Trophy 2012 Mons, Belgio Serie regolari €106,500+H - Cemento - 32S/32Q/16D Singolare - Doppio                                        | Tomasz Bednarek Jerzy Janowicz 7–5, 4–6, [10–2]      | Michaël Llodra Édouard Roger-Vasselin | Tobias Kamke Olivier Rochus             | Igor Sijsling Jerzy Janowicz Maxime Authom Édouard Roger-Vasselin          |
| 1º ottobre | Natomas Men's Professional Tennis Tournament 2012 Sacramento, USA Serie regolari $100,000 - Cemento - 32S/32Q/16D Singolare - Doppio        | James Blake 6–1, 1–6, 6–4                            | Miša Zverev                           | Daniel Kosakowski Bobby Reynolds        | Matteo Viola Tennys Sandgren Luca Vanni Bradley Klahn                      |
| 1º ottobre | Natomas Men's Professional Tennis Tournament 2012 Sacramento, USA Serie regolari $100,000 - Cemento - 32S/32Q/16D Singolare - Doppio        | Tennys Sandgren Rhyne Williams 4–6, 6–4, [12–10]     | Devin Britton Austin Krajicek         | Daniel Kosakowski Bobby Reynolds        | Matteo Viola Tennys Sandgren Luca Vanni Bradley Klahn                      |
| 1º ottobre | Campeonato Internacional de Tênis do Estado do Pará 2012 Belém, Brasile Serie regolari $35,000+H - Cemento - 32S/32Q/16D Singolare - Doppio | Ricardo Hocevar 7–6(1), 7–6(4)                       | Thiemo de Bakker                      | Guilherme Clezar Rogério Dutra da Silva | Leonardo Kirche Jorge Aguilar Agustín Velotti José Pereira                 |
| 1º ottobre | Campeonato Internacional de Tênis do Estado do Pará 2012 Belém, Brasile Serie regolari $35,000+H - Cemento - 32S/32Q/16D Singolare - Doppio | John Peers John-Patrick Smith 6–3, 6–2               | Nicholas Monroe Simon Stadler         | Guilherme Clezar Rogério Dutra da Silva | Leonardo Kirche Jorge Aguilar Agustín Velotti José Pereira                 |
| 1º ottobre | Quito Challenger 2012 Quito, Ecuador Serie regolari $35,000+H - Terra rossa - 32S/32Q/16D Singolare - Doppio                                | João Souza 6–2, 7–6(4)                               | Guillaume Rufin                       | Nicolás Massú Martín Alund              | Eduardo Schwank Víctor Estrella Burgos Andrés Molteni Juan Sebastián Cabal |
| 1º ottobre | Quito Challenger 2012 Quito, Ecuador Serie regolari $35,000+H - Terra rossa - 32S/32Q/16D Singolare - Doppio                                | Juan Sebastián Cabal Carlos Salamanca 7–6(7), 7–6(4) | Marcelo Demoliner João Souza          | Nicolás Massú Martín Alund              | Eduardo Schwank Víctor Estrella Burgos Andrés Molteni Juan Sebastián Cabal |
| 8 ottobre  | Tashkent Challenger 2012 Tashkent, Uzbekistan Serie regolari $125,000+H - Cemento - 32S/32Q/16D Singolare - Doppio                          | Uladzimir Ihnacik 6–3, 7–6(3)                        | Lukáš Lacko                           | Ivan Dodig Jan Mertl                    | Amir Weintraub Dudi Sela Dušan Lajović Farruch Dustov                      |
| 8 ottobre  | Tashkent Challenger 2012 Tashkent, Uzbekistan Serie regolari $125,000+H - Cemento - 32S/32Q/16D Singolare - Doppio                          | Andre Begemann Martin Emmrich 6(2)–7, 7–6(2), [10–8] | Rameez Junaid Frank Moser             | Ivan Dodig Jan Mertl                    | Amir Weintraub Dudi Sela Dušan Lajović Farruch Dustov                      |
| 8 ottobre  | Tiburon Challenger 2012 Tiburon, Stati Uniti Serie regolari $100,000 - Cemento - 32S/32Q/16D Singolare - Doppio                             | Jack Sock 6–1, 1–6, 7–6(3)                           | Miša Zverev                           | Steve Johnson Bobby Reynolds            | Rhyne Williams Denis Kudla Bradley Klahn James Blake                       |
| 8 ottobre  | Tiburon Challenger 2012 Tiburon, Stati Uniti Serie regolari $100,000 - Cemento - 32S/32Q/16D Singolare - Doppio                             | Rik De Voest Chris Guccione 6–1, 6–4                 | Jordan Kerr Andreas Siljeström        | Steve Johnson Bobby Reynolds            | Rhyne Williams Denis Kudla Bradley Klahn James Blake                       |
| 8 ottobre  | Open de Rennes 2012 Rennes, Francia Serie regolari €42,500+H - Cemento - 32S/32Q/16D Singolare - Doppio                                     | Kenny de Schepper 7–6(4), 6–2                        | Illja Marčenko                        | Maxime Authom Olivier Rochus            | Martin Fischer Dominic Thiem Marc Gicquel Charles-Antoine Brézac           |
| 8 ottobre  | Open de Rennes 2012 Rennes, Francia Serie regolari €42,500+H - Cemento - 32S/32Q/16D Singolare - Doppio                                     | Philipp Marx Florin Mergea 6–3, 6–2                  | Tomasz Bednarek Mateusz Kowalczyk     | Maxime Authom Olivier Rochus            | Martin Fischer Dominic Thiem Marc Gicquel Charles-Antoine Brézac           |
| 8 ottobre  | Copa San Juan Gobierno 2012 San Juan, Argentina Serie regolari $35,000+H - Terra rossa - 32S/32Q/16D Singolare - Doppio                     | Thiemo de Bakker 6–2, 3–6, 6–2                       | Martín Alund                          | Guillaume Rufin Iván Navarro            | Máximo González Boy Westerhof Rogério Dutra da Silva Gastão Elias          |
| 8 ottobre  | Copa San Juan Gobierno 2012 San Juan, Argentina Serie regolari $35,000+H - Terra rossa - 32S/32Q/16D Singolare - Doppio                     | Martín Alund Horacio Zeballos 3–6, 6–2, [14–12]      | Nicholas Monroe Simon Stadler         | Guillaume Rufin Iván Navarro            | Máximo González Boy Westerhof Rogério Dutra da Silva Gastão Elias          |
| 15 ottobre | Rio Tennis Cup 2012 Rio de Janeiro, Brasile Serie regolari $50,000+H - Terra rossa - 32S/32Q/16D Singolare - Doppio                         | Gastão Elias 6–3, 7–5                                | Boris Pašanski                        | Guido Pella João Sousa                  | Antonio Veić Ricardo Mello André Ghem Thiemo de Bakker                     |
| 15 ottobre | Rio Tennis Cup 2012 Rio de Janeiro, Brasile Serie regolari $50,000+H - Terra rossa - 32S/32Q/16D Singolare - Doppio                         | Marcelo Demoliner João Souza 6–2, 6–4                | Frederico Gil Pedro Sousa             | Guido Pella João Sousa                  | Antonio Veić Ricardo Mello André Ghem Thiemo de Bakker                     |
| 15 ottobre | Copa Cordoba 2012 Villa Allende, Argentina Serie regolari $50,000 - Terra rossa - 32S/32Q/16D Singolare - Doppio                            | Guillaume Rufin 6–2, 6–3                             | Javier Martí                          | Leonardo Mayer Horacio Zeballos         | Renzo Olivo Guido Andreozzi Andrea Collarini Martín Alund                  |
| 15 ottobre | Copa Cordoba 2012 Villa Allende, Argentina Serie regolari $50,000 - Terra rossa - 32S/32Q/16D Singolare - Doppio                            | Facundo Bagnis Diego Junqueira 6–1, 6–2              | Ariel Behar Guillermo Durán           | Leonardo Mayer Horacio Zeballos         | Renzo Olivo Guido Andreozzi Andrea Collarini Martín Alund                  |
| 22 ottobre | Samsung Securities Cup 2012 Seul, Corea del Sud Serie regolari $100,000+H - Cemento - 32S/32Q/16D Singolare - Doppio                        | Lu Yen-hsun 6–3, 7–6(4)                              | Yūichi Sugita                         | Danai Udomchoke Wang Yeu-tzuoo          | Uladzimir Ihnacik Kenny de Schepper Nam Ji-Sung Lim Yong-Kyu               |
| 22 ottobre | Samsung Securities Cup 2012 Seul, Corea del Sud Serie regolari $100,000+H - Cemento - 32S/32Q/16D Singolare - Doppio                        | Lee Hsin-han Peng Hsien-yin 7–6(3), 7–5              | Lim Yong-Kyu Nam Ji-Sung              | Danai Udomchoke Wang Yeu-tzuoo          | Uladzimir Ihnacik Kenny de Schepper Nam Ji-Sung Lim Yong-Kyu               |
| 22 ottobre | Challenger de Buenos Aires Buenos Aires, Argentina Serie regolari $75,000 - Terra rossa - 32S/32Q/16D Singolare - Doppio                    | Diego Schwartzman 6–1, 7–5                           | Guillaume Rufin                       | Marco Trungelliti Agustín Velotti       | Leonardo Mayer Rogério Dutra da Silva Martín Alund Leandro Migani          |
| 22 ottobre | Challenger de Buenos Aires Buenos Aires, Argentina Serie regolari $75,000 - Terra rossa - 32S/32Q/16D Singolare - Doppio                    | Martín Alund Horacio Zeballos 7–6(6), 6–2            | Facundo Argüello Agustín Velotti      | Marco Trungelliti Agustín Velotti       | Leonardo Mayer Rogério Dutra da Silva Martín Alund Leandro Migani          |
| 22 ottobre | Aberto de Tênis do Rio Grande do Sul 2012 Porto Alegre, Brasile Serie regolari $35,000+H - Terra rossa - 32S/32Q/16D Singolare - Doppio     | Simon Greul 2–6, 7–6(5), 7–5                         | Gastão Elias                          | Rubén Ramírez Hidalgo Thomas Schoorel   | Thiago Alves Wayne Odesnik Leonardo Kirche Júlio Silva                     |
| 22 ottobre | Aberto de Tênis do Rio Grande do Sul 2012 Porto Alegre, Brasile Serie regolari $35,000+H - Terra rossa - 32S/32Q/16D Singolare - Doppio     | Marcelo Demoliner João Souza 6–3, 3–6, [10–7]        | Simon Greul Alessandro Motti          | Rubén Ramírez Hidalgo Thomas Schoorel   | Thiago Alves Wayne Odesnik Leonardo Kirche Júlio Silva                     |
| 29 ottobre | Geneva Open Challenger 2012 Ginevra, Svizzera Serie regolari €64,000+H - Cemento - 32S/32Q/16D Singolare - Doppio                           | Marc Gicquel 3–6, 6–3, 6–4                           | Matthias Bachinger                    | Henri Laaksonen Marius Copil            | Olivier Rochus Illja Marčenko Jonathan Eysseric Stéphane Bohli             |
| 29 ottobre | Geneva Open Challenger 2012 Ginevra, Svizzera Serie regolari €64,000+H - Cemento - 32S/32Q/16D Singolare - Doppio                           | Johan Brunström Raven Klaasen 7–6(2), 6(5)–7, [10–5] | Philipp Marx Florin Mergea            | Henri Laaksonen Marius Copil            | Olivier Rochus Illja Marčenko Jonathan Eysseric Stéphane Bohli             |
| 29 ottobre | Charlottesville Men's Pro Challenger 2012 Charlottesville, Stati Uniti Serie regolari $75,000 - Cemento - 32S/32Q/16D Singolare - Doppio    | Denis Kudla 6–0, 6–3                                 | Alex Kuznetsov                        | Izak van der Merwe Alex Bogomolov Jr.   | John-Patrick Smith Somdev Devvarman Bradley Klahn Rhyne Williams           |
| 29 ottobre | Charlottesville Men's Pro Challenger 2012 Charlottesville, Stati Uniti Serie regolari $75,000 - Cemento - 32S/32Q/16D Singolare - Doppio    | John Peers John-Patrick Smith 7–5, 6–1               | Jarmere Jenkins Jack Sock             | Izak van der Merwe Alex Bogomolov Jr.   | John-Patrick Smith Somdev Devvarman Bradley Klahn Rhyne Williams           |
| 29 ottobre | Seguros Bolívar Open Medellín 2012 Medellín, Colombia Serie regolari $50,000+H - Terra rossa - 32S/32Q/16D Singolare - Doppio               | Paolo Lorenzi 7–6(5), 6(4)–7, 6–4                    | Leonardo Mayer                        | Juan Sebastián Cabal Fabiano de Paula   | João Souza Nicolás Barrientos Wayne Odesnik Frederico Gil                  |
| 29 ottobre | Seguros Bolívar Open Medellín 2012 Medellín, Colombia Serie regolari $50,000+H - Terra rossa - 32S/32Q/16D Singolare - Doppio               | Nicholas Monroe Simon Stadler 6–4, 6–4               | Renzo Olivo Marco Trungelliti         | Juan Sebastián Cabal Fabiano de Paula   | João Souza Nicolás Barrientos Wayne Odesnik Frederico Gil                  |
| 29 ottobre | Uruguay Open 2012 Montevideo, Uruguay Serie regolari $50,000 - Terra rossa - 32S/32Q/16D Singolare - Doppio                                 | Horacio Zeballos 6–3, 6–2                            | Julian Reister                        | Agustín Velotti Adrian Ungur            | Máximo González Antonio Veić Boris Pašanski Marcel Felder                  |
| 29 ottobre | Uruguay Open 2012 Montevideo, Uruguay Serie regolari $50,000 - Terra rossa - 32S/32Q/16D Singolare - Doppio                                 | Nikola Mektić Antonio Veić 6–3, 5–7, [10–7]          | Blaž Kavčič Franco Škugor             | Agustín Velotti Adrian Ungur            | Máximo González Antonio Veić Boris Pašanski Marcel Felder                  |
| 29 ottobre | Bauer Watertechnology Cup 2012 Eckental, Germania Serie regolari €30,000+H - Sintetico - 32S/32Q/16D Singolare - Doppio                     | Daniel Brands 7–6(0), 6–3                            | Ernests Gulbis                        | Dominik Meffert Jan Mertl               | Grega Žemlja Nils Langer Ruben Bemelmans Rajeev Ram                        |
| 29 ottobre | Bauer Watertechnology Cup 2012 Eckental, Germania Serie regolari €30,000+H - Sintetico - 32S/32Q/16D Singolare - Doppio                     | James Cerretani Adil Shamasdin 6–3, 2–6, [10–4]      | Tomasz Bednarek Andreas Siljeström    | Dominik Meffert Jan Mertl               | Grega Žemlja Nils Langer Ruben Bemelmans Rajeev Ram                        |

### Novembre
| Settimana   | Torneo | Campione                                       | Finalista                              | Semifinalisti                       | Eliminati ai quarti                                                                              |
| ----------- | --- | ---------------------------------------------- | -------------------------------------- | ----------------------------------- | ------------------------------------------------------------------------------------------------ |
| 5 novembre  | Slovak Open 2012 Bratislava, Slovacchia Tretorn SERIE+ €85,000+H - Cemento - 32S/32Q/16D Singolare - Doppio                       | Lukáš Rosol 6(3)–7, 7–6(5), 7–6(6)             | Björn Phau                             | Lukáš Lacko Ivan Dodig              | Olivier Rochus Ivo Klec Marius Copil Ivo Karlović                                                |
| 5 novembre  | Slovak Open 2012 Bratislava, Slovacchia Tretorn SERIE+ €85,000+H - Cemento - 32S/32Q/16D Singolare - Doppio                       | Lukáš Dlouhý Michail Elgin 6(5)–7, 6–2, [10–6] | Philipp Marx Florin Mergea             | Lukáš Lacko Ivan Dodig              | Olivier Rochus Ivo Klec Marius Copil Ivo Karlović                                                |
| 5 novembre  | Internazionali Tennis Val Gardena Südtirol 2012 Ortisei, Italia Serie regolari €64,000 - Cemento - 32S/32Q/16D Singolare - Doppio | Benjamin Becker 6–1, 6–4                       | Andreas Seppi                          | Édouard Roger-Vasselin Matteo Viola | Pierre-Hugues Herbert Simone Bolelli Karol Beck Ruben Bemelmans                                  |
| 5 novembre  | Internazionali Tennis Val Gardena Südtirol 2012 Ortisei, Italia Serie regolari €64,000 - Cemento - 32S/32Q/16D Singolare - Doppio | Karol Beck Rik De Voest 6–3, 6–4               | Rameez Junaid Michael Kohlmann         | Édouard Roger-Vasselin Matteo Viola | Pierre-Hugues Herbert Simone Bolelli Karol Beck Ruben Bemelmans                                  |
| 5 novembre  | Challenger Ciudad de Guayaquil 2012 Guayaquil, Ecuador Serie regolari $50,000+H - Terra rossa - 32S/32Q/16D Singolare - Doppio    | Leonardo Mayer 6–2, 6–4                        | Paolo Lorenzi                          | Martín Alund Rubén Ramírez Hidalgo  | Pedro Sousa Guido Pella Juan Sebastián Cabal Alejandro González                                  |
| 5 novembre  | Challenger Ciudad de Guayaquil 2012 Guayaquil, Ecuador Serie regolari $50,000+H - Terra rossa - 32S/32Q/16D Singolare - Doppio    | Martín Alund Facundo Bagnis 7–5, 7–6(5)        | Leonardo Mayer Martín Ríos-Benítez     | Martín Alund Rubén Ramírez Hidalgo  | Pedro Sousa Guido Pella Juan Sebastián Cabal Alejandro González                                  |
| 5 novembre  | Knoxville Challenger 2012 Knoxville, Stati Uniti Serie regolari $50,000 - Cemento - 32S/32Q/16D Singolare - Doppio                | Michael Russell 6–3, 6–2                       | Bobby Reynolds                         | Samuel Groth Tim Smyczek            | Tennys Sandgren Denis Kudla Rhyne Williams Alex Kuznetsov                                        |
| 5 novembre  | Knoxville Challenger 2012 Knoxville, Stati Uniti Serie regolari $50,000 - Cemento - 32S/32Q/16D Singolare - Doppio                | Alex Kuznetsov Miša Zverev 6–4, 6–2            | Jean Andersen Izak van der Merwe       | Samuel Groth Tim Smyczek            | Tennys Sandgren Denis Kudla Rhyne Williams Alex Kuznetsov                                        |
| 5 novembre  | GB Pro-Series Loughborough 2012 Loughborough, Regno Unito Serie regolari €42,500 - Cemento - 32S/32Q/16D Singolare - Doppio       | Evgenij Donskoj 6–2, 4–6, 6–1                  | Jan-Lennard Struff                     | Tobias Kamke Adrian Mannarino       | Maxime Authom Henri Laaksonen Dudi Sela Jamie Baker                                              |
| 5 novembre  | GB Pro-Series Loughborough 2012 Loughborough, Regno Unito Serie regolari €42,500 - Cemento - 32S/32Q/16D Singolare - Doppio       | James Cerretani Adil Shamasdin 6–4, 7–5        | Purav Raja Divij Sharan                | Tobias Kamke Adrian Mannarino       | Maxime Authom Henri Laaksonen Dudi Sela Jamie Baker                                              |
| 5 novembre  | São Léo Open 2012 São Leopoldo, Brasile Serie regolari $35,000+H - Terra rossa - 32S/32Q/16D Singolare - Doppio                   | Horacio Zeballos 3–6, 7–5, 7–6(2)              | Paul Capdeville                        | Diego Schwartzman Blaž Kavčič       | Tomislav Brkić Rogério Dutra da Silva Fabiano de Paula Gastão Elias                              |
| 5 novembre  | São Léo Open 2012 São Leopoldo, Brasile Serie regolari $35,000+H - Terra rossa - 32S/32Q/16D Singolare - Doppio                   | Fabiano de Paula Júlio Silva 6–1, 7–6(5)       | Ariel Behar Horacio Zeballos           | Diego Schwartzman Blaž Kavčič       | Tomislav Brkić Rogério Dutra da Silva Fabiano de Paula Gastão Elias                              |
| 12 novembre | IPP Open 2012 Helsinki, Finlandia Serie regolari €106,500+H - Cemento - 32S/32Q/16D Singolare - Doppio                            | Lukáš Lacko 6–3, 6–4                           | Jarkko Nieminen                        | Jan-Lennard Struff Benjamin Becker  | Dudi Sela Ričardas Berankis Tim Pütz Dzmitry Zhyrmont                                            |
| 12 novembre | IPP Open 2012 Helsinki, Finlandia Serie regolari €106,500+H - Cemento - 32S/32Q/16D Singolare - Doppio                            | Michail Elgin Igor Zelenay 4–6, 7–6(0), [10–4] | Uladzimir Ihnacik Wang Yeu-tzuoo       | Jan-Lennard Struff Benjamin Becker  | Dudi Sela Ričardas Berankis Tim Pütz Dzmitry Zhyrmont                                            |
| 12 novembre | JSM Challenger of Champaign-Urbana 2012 Champaign, Stati Uniti Serie regolari $50,000 - Cemento - 32S/32Q/16D Singolare - Doppio  | Tim Smyczek 2–6, 7–6(1), 7–5                   | Jack Sock                              | Alex Bogdanović Rhyne Williams      | Michael Russell Chase Buchanan Ryan Sweeting John-Patrick Smith                                  |
| 12 novembre | JSM Challenger of Champaign-Urbana 2012 Champaign, Stati Uniti Serie regolari $50,000 - Cemento - 32S/32Q/16D Singolare - Doppio  | Devin Britton Austin Krajicek 6–3, 6–3         | Jean Andersen Izak van der Merwe       | Alex Bogdanović Rhyne Williams      | Michael Russell Chase Buchanan Ryan Sweeting John-Patrick Smith                                  |
| 12 novembre | Keio Challenger 2012 Yokohama, Giappone Serie regolari $50,000 - Cemento - 32S/32Q/16D Singolare - Doppio                         | Matteo Viola 7–6(3), 6–3                       | Mirza Bašić                            | Tarō Daniel Yūichi Sugita           | Andrea Arnaboldi Huang Liang-chi Hiroki Moriya Rajeev Ram                                        |
| 12 novembre | Keio Challenger 2012 Yokohama, Giappone Serie regolari $50,000 - Cemento - 32S/32Q/16D Singolare - Doppio                         | Prakash Amritraj Philipp Oswald 6–3, 6–4       | Sanchai Ratiwatana Sonchat Ratiwatana  | Tarō Daniel Yūichi Sugita           | Andrea Arnaboldi Huang Liang-chi Hiroki Moriya Rajeev Ram                                        |
| 12 novembre | I Marbella Open 2012 Marbella, Spagna Serie regolari €30,000+H - Terra rossa - 32S/32Q/16D Singolare - Doppio                     | Albert Montañés 3–6, 6–2, 6–3                  | Daniel Muñoz de la Nava                | Blaž Rola Antonio Veić              | Roberto Carballés Baena Sergio Gutiérrez Ferrol Rubén Ramírez Hidalgo Andrej Kuznecov            |
| 12 novembre | I Marbella Open 2012 Marbella, Spagna Serie regolari €30,000+H - Terra rossa - 32S/32Q/16D Singolare - Doppio                     | Andrej Kuznecov Javier Martí 6–3, 6–3          | Emilio Benfele Álvarez Adelchi Virgili | Blaž Rola Antonio Veić              | Roberto Carballés Baena Sergio Gutiérrez Ferrol Rubén Ramírez Hidalgo Andrej Kuznecov            |
| 19 novembre | Toyota Challenger 2012 Toyota, Giappone Serie regolari €35,000+H - Sintetico - 32S/32Q/16D Singolare - Doppio                     | Michał Przysiężny 6–2, 6–3                     | Hiroki Moriya                          | Yūichi Sugita John Millman          | Hiroki Kondo Wang Yeu-tzuoo Matteo Viola Mirza Bašić                                             |
| 19 novembre | Toyota Challenger 2012 Toyota, Giappone Serie regolari €35,000+H - Sintetico - 32S/32Q/16D Singolare - Doppio                     | Philipp Oswald Mate Pavić 6–3, 3–6, [10–2]     | Andrea Arnaboldi Matteo Viola          | Yūichi Sugita John Millman          | Hiroki Kondo Wang Yeu-tzuoo Matteo Viola Mirza Bašić                                             |
| 19 novembre | Siberia Cup 2012 Tjumen', Russia Serie regolari $35,000+H - Cemento - 32S/32Q/16D Singolare - Doppio                              | Evgenij Donskoj 6(6)–7, 6–3, 6–2               | Illja Marčenko                         | Ivan Serheev Igor' Kunicyn          | Evgenij Korolëv Denys Molčanov Valery Rudnev Josselin Ouanna                                     |
| 19 novembre | Siberia Cup 2012 Tjumen', Russia Serie regolari $35,000+H - Cemento - 32S/32Q/16D Singolare - Doppio                              | Ivo Klec Andreas Siljeström 6–3, 6–2           | Konstantin Kravčuk Denys Molčanov      | Ivan Serheev Igor' Kunicyn          | Evgenij Korolëv Denys Molčanov Valery Rudnev Josselin Ouanna                                     |
| 26 novembre | ATP Challenger Tour Finals 2012 San Paolo, Brasile Serie regolari €220,000+H - Cemento - 8S Singolare                             | Guido Pella 6–3, 6(4)–7, 7–6(4)                | Adrian Ungur                           | Aljaž Bedene Victor Hănescu         | Round Robin Thomaz Bellucci (rit.) Gastão Elias Thiago Alves Paolo Lorenzi Rubén Ramírez Hidalgo |